# Satu Mare
Satu Mare (în maghiară Szatmárnémeti, colocvial Szatmár; în germană Sathmar; în ebraică și idiș סאטמאר, pronunțat Satmar, Satmer sau Sacmer; vechea denumire românească Sătmar sau Sătmar-Mintiu) este municipiul de reședință al județului cu același nume, Transilvania, România, format din localitatea componentă Satu Mare (reședința), și din satul Sătmărel.
În trecut, Satu Mare a fost reședința Comitatului Sătmar și a județului interbelic Satu Mare. Are o populație de 102.411 locuitori în 2011.

## Istoric
Descoperirile arheologice din Țara Oașului, Ardud, Medieșu Aurit, Homoroade, Lazuri etc. evidențiază o serie de dovezi privind așezările din epoca pietrei și a bronzului; există, de asemenea, dovezi privind continuitatea locuirii acestor ținuturi de către comunitățile geto-dacice și prezența unor comunități celtice după cucerirea romană. 

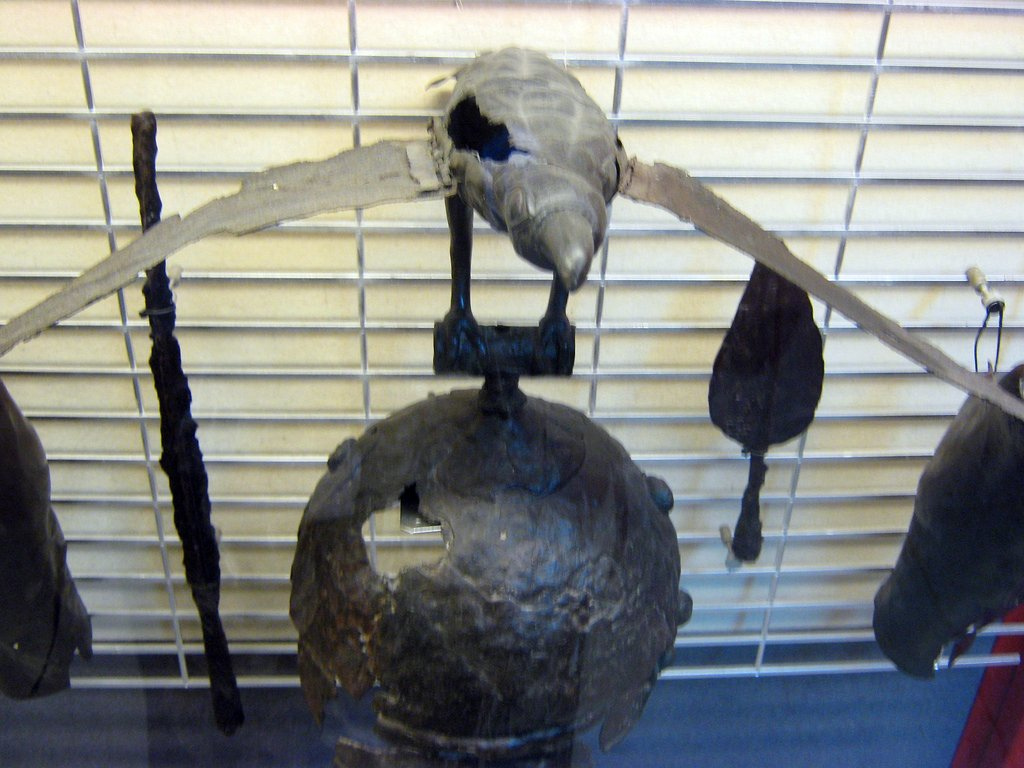
Coif celtic din Epoca fierului, sec. al IV-lea î.Ch., descoperit la Satu Mare. Muzeul Național de Istorie a României

Mai târziu, aceste teritorii constituiau o parte a voievodatului condus de Menumorut, una dintre cetățile de apărare din secolul al X-lea fiind la Satu Mare (Castrum Zotmar), cucerit de Szabolcs și Tas, după cum menționează cronica lui Anonymus.
În Evul Mediu, pe teritoriul actualului oraș Satu Mare existau două așezări umane, Mintiu și Satu Mare, despărțite de cursul râului Someș. Primele informații scrise privind această regiune indică Satu Mare drept centrul comitatului regal cu același nume, funcționând în jurul unui castru fortificat: cetatea Satu Mare. Mintiul apare în documente la începutul secolului al XIII-lea ca o așezare de coloniști germani. În lipsa unei fortificații proprii, Mintiul nu a avut niciodată importanța strategică și militară a Sătmarului. Primul privilegiu cunoscut este acordat orașului Mintiu de către regele maghiar Andrei al II-lea, în anul 1230. Pentru Satu Mare s-a emis un privilegiu similar în anul 1264. În ceea ce privesc obligațiile, orașele erau datoare să trimită cinci oameni înarmați în oastea regelui, să plătească decima în valoare de 12 denari și să asigure două mese regelui și însoțitorilor săi, dacă aceștia ar poposi vreodată în Sătmar. Drepturile acordate în schimb celor două orașe erau relativ extinse, acestea fiind extrase din punct de vedere administrativ și juridic de sub autoritatea comitelui de cetate și puse direct sub autoritatea regelui sau a vistierului regal. În același timp, locuitorii aveau posibilitatea să-și aleagă judele și preotul, beneficiind și de un vad scutit de vamă pe râul Someș.
În 1162 Ștefan al III-lea al Ungariei a donat veniturile orașului, realizate din taxe și impozite, Mănăstirii Szentjobb din Berekys (Comitatul Bihor). Prima cetate medievală a orașului a fost construită în timpul domniei lui Ștefan I al Ungariei și a fost distrusă, împreună cu orașele Sătmar și Mintiu, în 1242 de către tătari, în timpul primului atac mongol (Marea invazie mongolă). După retragerea mongolilor, cetatea și cele două orașe învecinate, au fost reconstruite din ordinul regelui Bela al IV-lea.

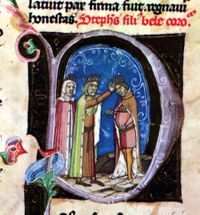
Încoronarea regelui „cel tânăr”, Ștefan al V-lea al Ungariei.
Tânărul Ștefan a obținut dreptul de a domni ca rege vasal la est de Dunăre, având reședința la Sătmar

În 1247 Sătmarul devine reședința regelui Ștefan al V-lea al Ungariei, după ce tânărul prinț obține de la tatăl său, Béla al IV-lea, dreptul de a domni ca rege în estul regatului. Devenind unul dintre cele două reședințe regale, Sătmarul primește privilegii egale cu vechea capitală, Székesfehérvár, stăpânit de regele cel bătrân, Béla al IV-lea până în 1270. După moartea tatălui său, tânărul rege și-a mutat reședința la Székesfehérvár, Sătmarul continuând să-și mențină anumite privilegii regale (confirmate mai târziu și de urmașii lui Ștefan: în 1291 de regele Andrei al III-lea al Ungariei, iar în 1310 și de Carol Robert de Anjou).
În 1411 Sigismund de Luxemburg îi acordă despotului sârb Gheorghe Brancovici orașele Sătmar și Mintiu ca feudă în schimbul orașului Belgrad. În 1460 orașul a devenit din nou proprietate regală. După moartea lui Matia Corvin, intră în posesia fiului său, Ioan Corvin, după care, pentru o scurtă perioadă, era stăpânit de familia Zápolya. În timpul ocupației otomane, orașul, precum și întregul teritoriu numit Partium ("părțile") erau conduse de Principatul Transilvaniei, deși. oficial, nu aparțineau acestuia. Periodic, a reintrat în stăpânirea regilor Habsburgi ai Ungariei. Până în anii 40 ai secolului XVI. erau proprietatea principelui Ioan Sigismund Zápolya, după care intră sub stăpânirea Habsburgilor, care, în 1543, le dăruiesc fraților Báthory: Andrei, Cristofor și Ștefan. 

Plan din secolul XVIII al orașelor Sătmar și Mintiu

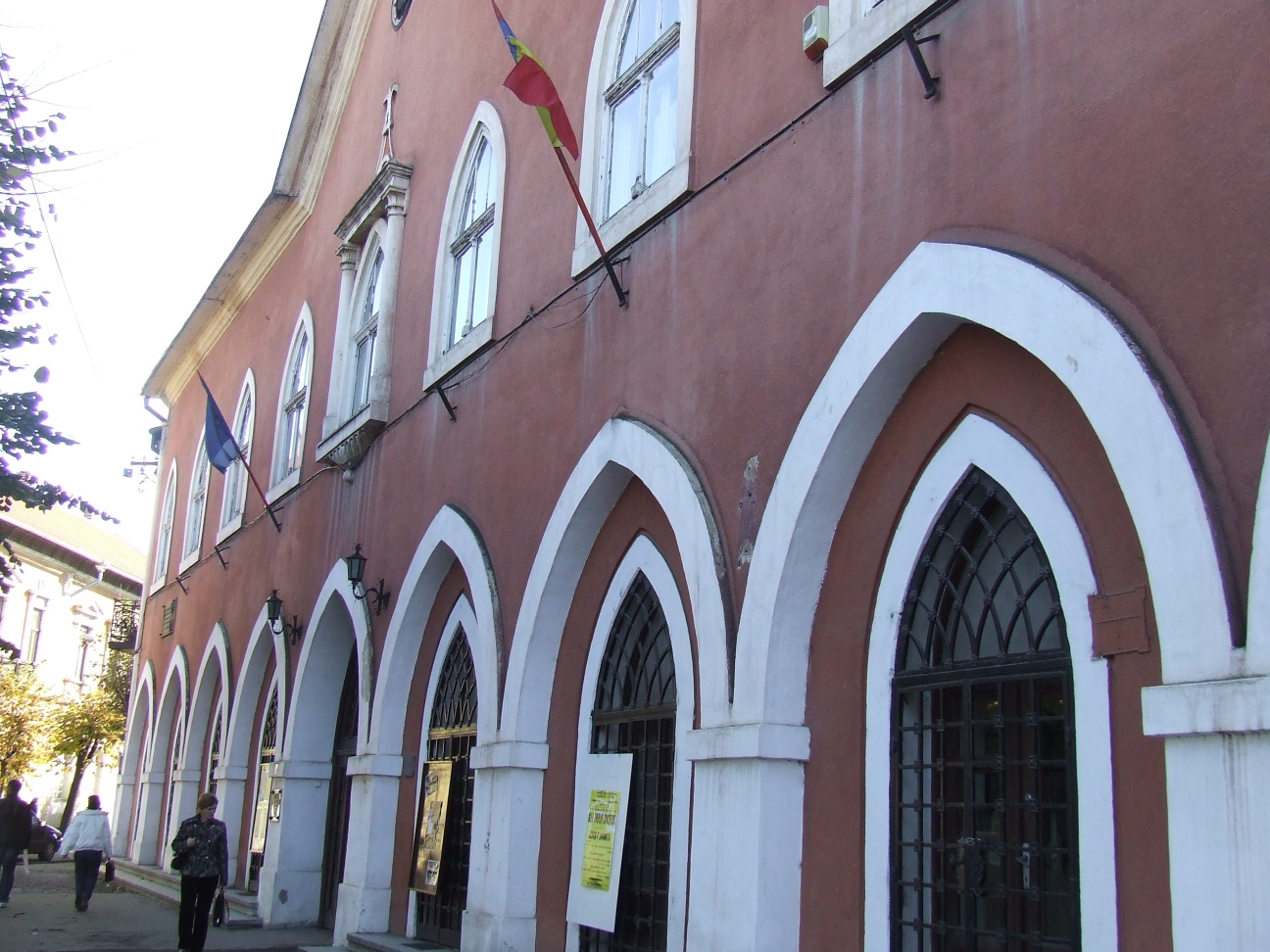
În Palatul Vécsey (azi Muzeul de Artă) s-a încheiat Pacea de la Sătmar, tratat care a pus capăt Răscoalei lui Rákóczi

După 1543, când cetatea intră în posesia familiei Báthory, se fac modificări ale albiei Someșului, pentru a apăra cetatea în partea sa sudică, astfel încât fortificația rămâne așezată într-o insulă legată de principalele drumuri prin trei poduri peste Someș. La 1562 cetatea este asediată de armatele otomane conduse de pașa Ibrahim din Buda și de pașa Maleoci din Timișoara. Apoi, cetatea a fost asediată de trupele habsburgice, iar armatele transilvănene, părăsind-o, o incendiază. Din însărcinarea generalului austriac Lazarus von Schwendi începe reconstruirea cetății, conform planurilor arhitectului italian Ottavio Baldigara, după sistemul fortificațiilor italiene în formă de pentagon cu cinci bastioane. 

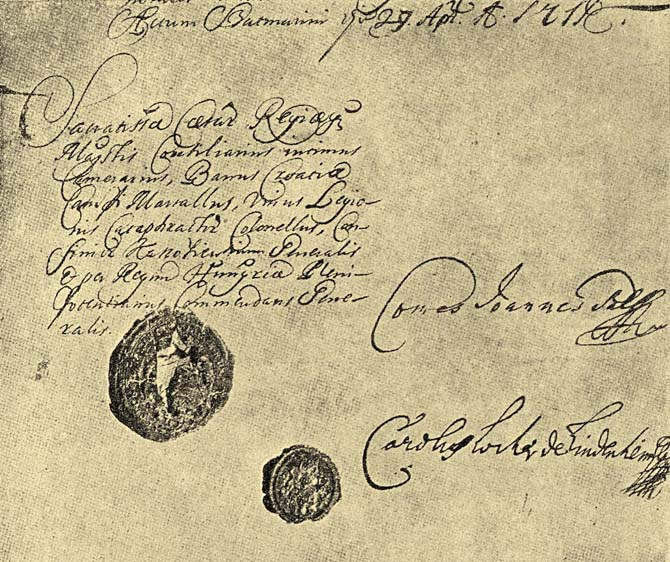
Pacea de la Sătmar

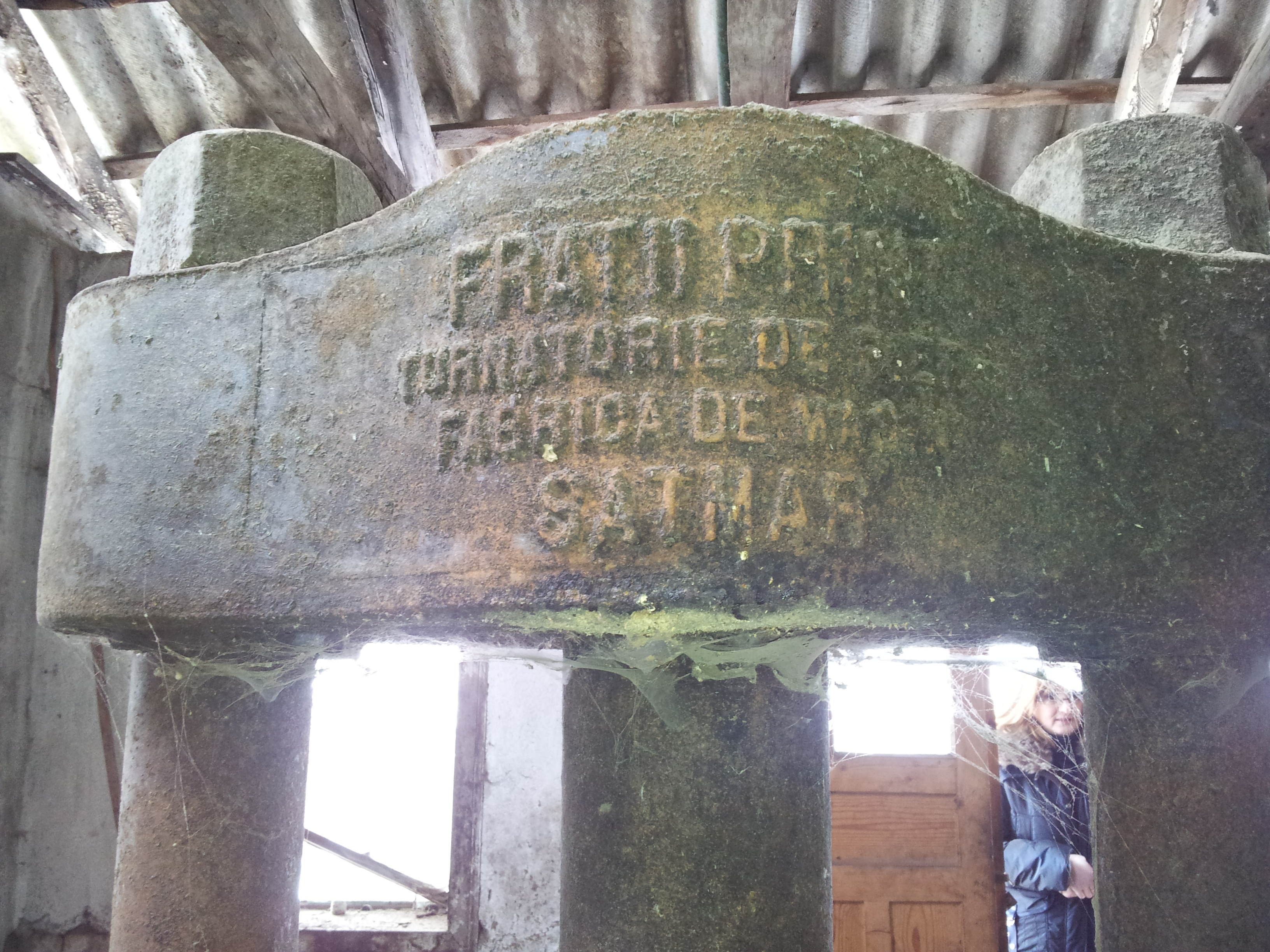
Denumirea veche a orașului în limba română, adică Sătmar, pe o presă de ulei fabricată în perioada interbelică de Turnătoria de Fier și Fabrica de Mașini Frații Princz.

În timpul Răscoalei lui Rákóczi, Mintiul, locuit de germani, a luptat de partea lobonților, iar Sătmarul de partea curuților. În timpul conflictelor violente, la 28 septembrie 1703, Sătmarul a fost ars și dărâmat de lobonți, în aceeași zi, curuții distrug orașul Mintiu. Cele două tabere (cea pro-Habsburgică a lobonților și cea anti-Habsburgică a curuților) au pus capăt războiului tot la Sătmar, la 30 aprilie 1711, când, în Palatul Vécsey, au încheiat Pacea de la Sătmar, după ce, în prealabil, armata curuților a capitulat la Moftinu Mare.
În anul următor, la 29 decembrie 1712, Sătmarul (Szatmár) și Mintiul (Németi) au fost unite din punct de vedere administrativ sub denumirea Szatmár-Németi (Sătmar-Mintiu). Actul imperial care a consfințit unirea a fost diploma emisă de Carol al VI-lea la 2 ianuarie 1721, orașului Sătmar-Mintiu conferindu-i-se, totodată, și statutul de oraș liber regal.
Datorită privilegiilor economice și comerciale primite cu începere din secolul al XIII-lea, Sătmarul a devenit un însemnat centru al breslelor meșteșugărești. Secolul al XVIII-lea marchează debutul unui intens proces de urbanizare a orașului, din această perioadă datând câteva edificii reprezentative: primăria veche, hanul, o cazarmă, biserica greco-catolică, biserica reformată etc. În anul 1823 se înființează Comisia de Sistematizare a orașului, care controlează și dirijează întreaga activitate edilitară. În 1844 se intensifică lucrările de pavare a orașului începute în 1805.
În anul școlar 1859/1860 la Liceul din Satu Mare (înființat în 1642) se introduce prima catedră de limba română, cu primul profesor, parohul-protopop Petru Bran. Catedra a funcționat până în anul 1907.
În secolul al XIX-lea (și mai ales în cea de a doua jumătate a secolului) debutează o perioadă de intensă urbanizare și de dezvoltare comercială, economică, culturală și socială. În această perioadă s-au construit primul hotel (Hotel Korona), Palatul Episcopal romano-catolic, cazarma, iar la sfârșitul secolului XIX s-au construit și prima bancă, Palatul Justiției, clădirea teatrului (1892), gara, dar și primele clădiri de piatră al unor licee confesionale. Apar și primele întreprinderi industriale: Moara cu aburi, Fabrica de căramidă, Fabrica Neuschloss de prelucrare a lemnului, fabrica de cherestea, Fabrica Princz, Fabrica de Produse de Tâmplărie și Comerț cu Lemne – Societate pe acțiuni Satu Mare (Fabrica Unio de azi), etc. Fiind la intersecția drumurilor comerciale, Satu Mare devine un important nod feroviar. În 1871 se construiește linia ferată Satu Mare - Carei, în 1872 - linia Satu Mare - Sighetu Marmației, în 1894 - linia Satu Mare - Baia Mare, iar după 1900 liniile ferate care legau orașul Satu Mare de diverse localități ale județului: Ardud (1900), Bixad (1906). Actuala Gară Satu Mare este un monument neorenascentist din anul 1899.
Prosperitatea orașului continuă până la începutul Primului Război Mondial. În Belle Époque s-au construit o serie de clădiri monumentale, emblematice pentru oraș, precum Hotelul Pannonia (în prezent, Dacia) și Turnul Pompierilor. Clădirea Hotelului Dacia (numit pe atunci: Hotel Pannónia) proiectat de arhitecții Zoltán Bálint și Lajos Jámbor în stil secession, clădire care la vremea respectivă conținea și clădirea Filarmonicii Dinu Lipatti, și care, în 1903, a primit premiul II la Expoziția Mondială din Viena. Odată cu izbucnirea Primului Război Mondial, dezvoltarea dinamică a orașului a încetat.
La finele Primului Război Mondial, orașul Satu Mare se afla într-o situație incertă, întrucât, spre deosebire de celelalte centre urbane din Transilvania, administrația românească încă nu se instaurase pe deplin în oraș, deși un Comitet Național Român Comitantes a funcționat pentru o scurtă perioadă, în noiembrie-decembrie 1918. În perioada tulbure de după Primul Război Mondial, și în orașul Satu Mare s-au constituit, în martie 1919,  la fel ca în toată Ungaria, soviete ale muncitorilor. Abia la data de 19 aprilie 1919 în oraș au intrat trupele române. În fruntea urbei a fost ales în funcția de primar Augustin Ferențiu, în timp ce Traian Puticiu a fost numit secretar al primarului.
După această perioadă, marile întreprinderi din oraș, Fabrica de vagoane Unio, Fabrica Princz, Întreprinderea textilă Ardeleana, Rafinăria de petrol Freund, Fabrica de cărămizi, Fabrica de mobilă prosperă, iar municipalitatea realizează importante investiții în căi de comunicație, școli, spitale, construcții publice, uzine comunale. Pe 15 iulie 1919 liceul a fost preluat de autoritățile române și transformat în Liceul Mihai Eminescu, prima instituție de învățământ secundar cu predare în limba română din oraș. În paralel, sistemul bancar și comerțul se dezvoltă, astfel că, în 1929, se înființează Camera de Comerț și Industrie și Bursa de mărfuri, care au ca membri 25 de societăți comerciale anonime și 75 de firme industriale și de producție; în 1930 existau în oraș 33 de sucursale ale unor bănci. În perioada interbelică municipiul Satu Mare a fost reședința județului Satu Mare (interbelic).

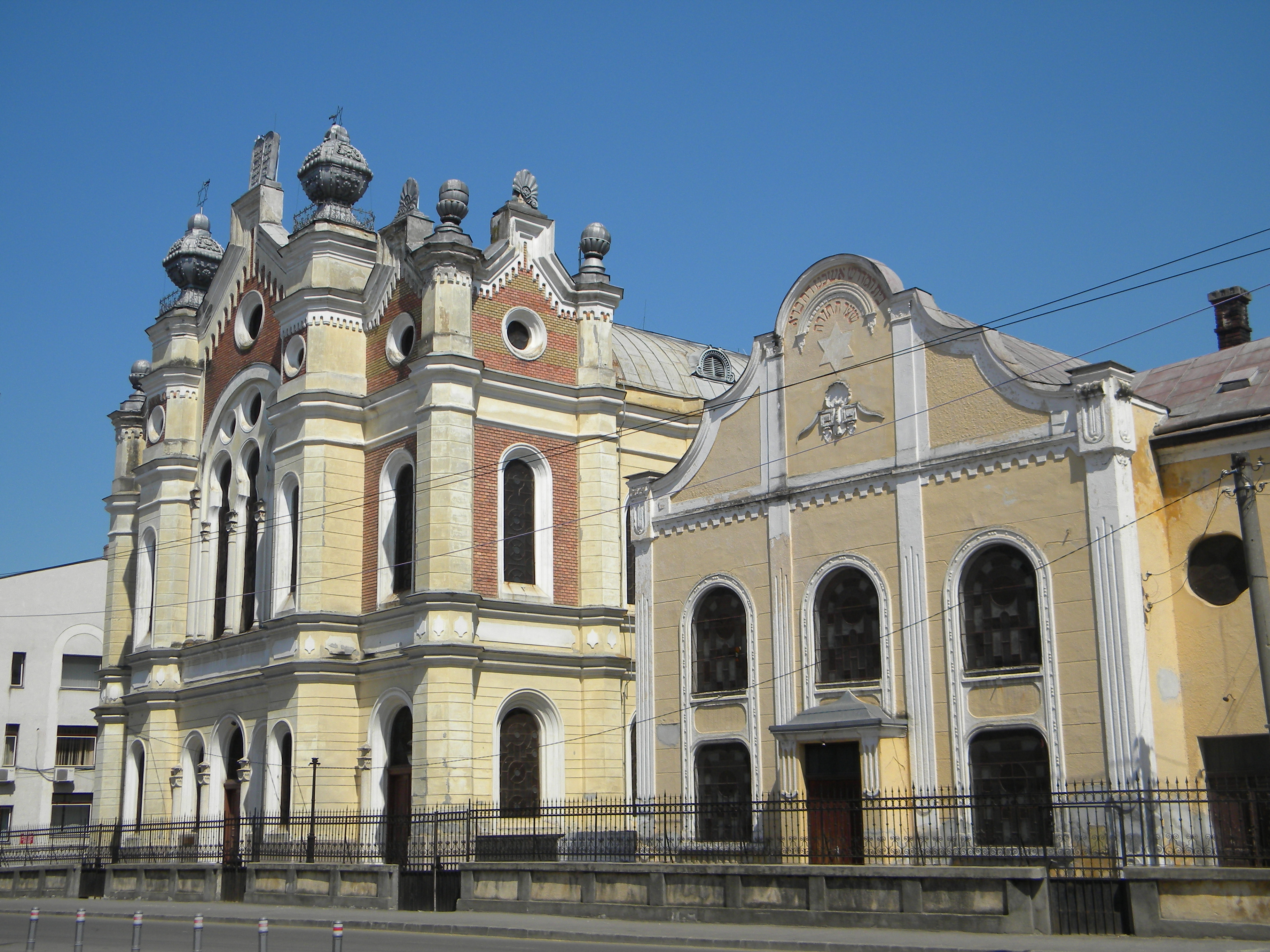
Templul Mare din Satu Mare.

Ascensiunea fascismului în Europa și izbucnirea celui de-al Doilea Război Mondial au produs dramatice modificări ale climatului social, politic și economic al orașului. În urma celui de-al II-lea Arbitraj de la Viena (30 august 1940), județul Satu Mare, precum și toate județele nord-vestice și estice ale Transilvaniei au fost anexate Regatului Ungariei. De fapt, în vara aceluiași an, România a suferit și alte grele cesiuni teritoriale: Basarabia, nordul Bucovinei și ținutul Herța, în favoarea URSS (ca urmare a acceptării silite a Ultimatumului stalinist din 28 iunie), iar, prin Tratatul de la Craiova (7 septembrie), Bulgaria a obținut Cadrilaterul. Dintre teritoriile pierdute, în urma războiului, au fost recuperate doar regiunile transilvănene. Orașul Satu Mare a fost eliberat de Armata Română în toamna anului 1944 ( Bătălia de la Carei).
În ultimul an al celui de-al Doilea Război Mondial schimbările politice din Ungaria au condus la cea mai mare tragedie din istoria evreilor sătmăreni. Prim-ministrul Miklós Kállay, deși a acceptat toate propunerile naziștilor germani și a asistat la promulgarea unor legi discriminatorii și nedrepte împotriva evreilor, totuși, a respins categoric ideea deportărilor în lagărele de exterminare. Între 1942 și 1943 a reușit să evite de 8 ori demararea deportărilor spre Germania, concesii obținute la diferitele negocieri cu naziștii. Ca urmare a tensiunilor crescânde între guvernul maghiar și conducerea nazistă, pe fondul neîncrederii Germaniei în loialitatea guvernului condus de Kállay, Ungaria a fost ocupată militar de către Germania nazistă prin Operațiunea Margareta.
Noul guvern fascist, condus de Döme Sztójay a sprijinit necondiționat planul lui Adolf Hitler în privința exterminării evreilor europeni și a asistat aplicarea sa în practică prin concentrarea evreilor în ghetouri și predarea lor autorităților germane. Politica guvernului Sztojay a dus la deportarea a 19.000 de evrei din zona municipiului, transferați între 19 mai și 1 iunie 1944 prin 6 transporturi în diferite lagăre din Germania și Polonia. Cei mai mulți evrei sătmăreni au ajuns în Auschwitz-Birkenau, alții în Bergen-Belsen și alte lagăre de exterminare. Dintre cei 18.863 evrei deportați au supraviețuit doar câteva mii de persoane. După război, majoritatea lor au emigrat în SUA și Israel în timpul regimului comunist.
În septembrie 1944 orașul a fost grav afectat de bombardamente care au ruinat, pe lângă uzinele și podurile orașului, și o parte semnificativă a clădirilor publice importante. O parte a clădirilor ruinate, îndeosebi cele de pe actualul Bulevard Brătianu nu au mai fost refăcute după încheierea războiului, preferându-se înlocuirea lor cu clădiri moderne.
După Conferința de la Yalta din 1945, în România - ca și în alte țări ale Europei Centrale, abandonate sferei de influență sovietice de către Puterile Aliate - a fost instaurat comunismul. 

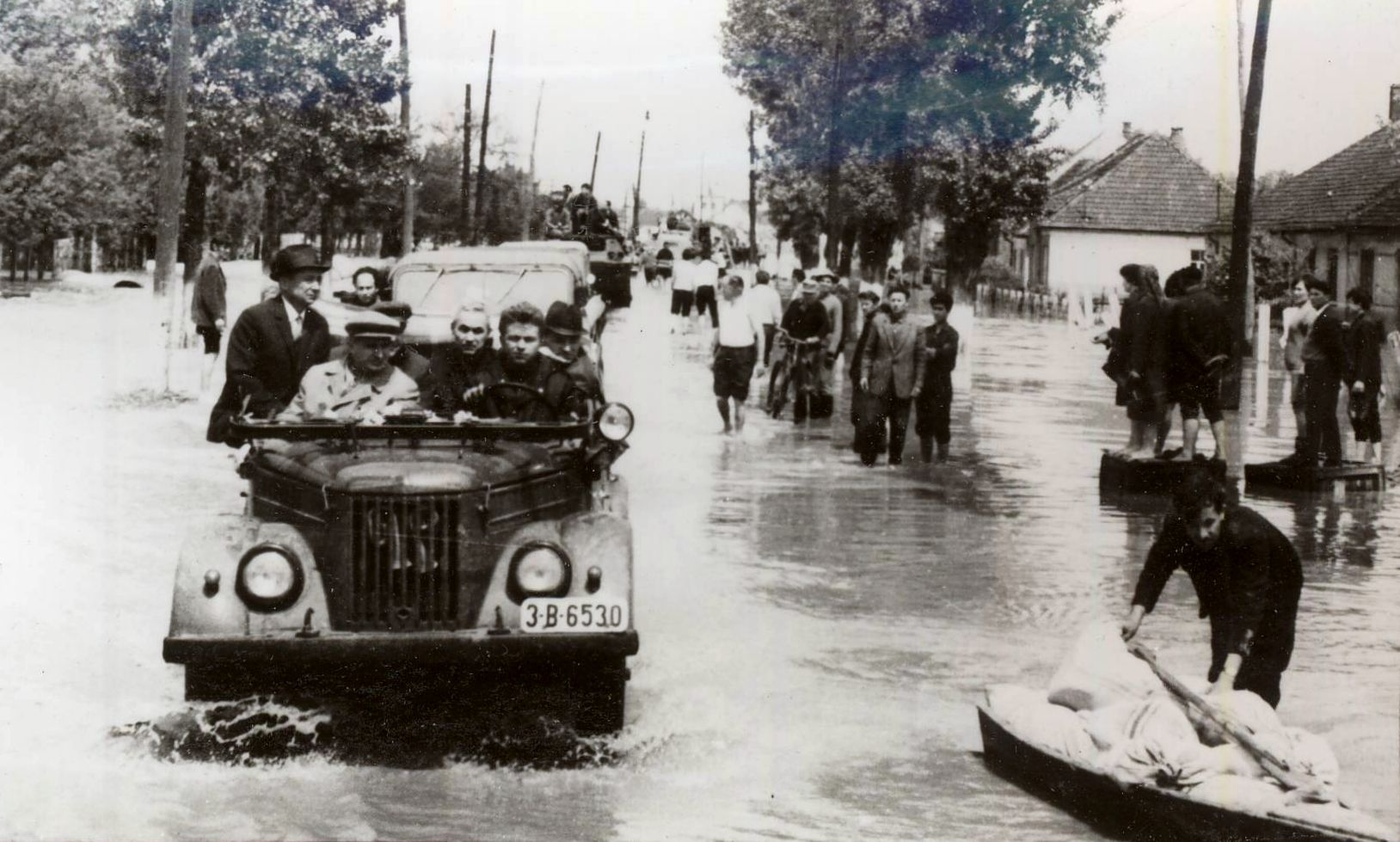
Nicolae Ceaușescu sosește la Satu Mare, în timpul inundațiilor din 1970.

Fabricile Unio, Princz și alte întreprinderi importante din oraș au fost naționalizate în anul 1948, dezvoltarea orașului urmând cadrul planurilor cincinale. Începând cu anii 1960, ca urmare a industrializării forțate, numărul locuitorilor Sătmarului crește semnificativ, determinând și extinderea teritoriului orașului. În această perioadă începe construirea primelor cartiere și apariția primelor blocuri cu patru iar mai târziu cu zece etaje, cea mai spectaculoasă dezvoltare cunoscând-o partea orașului situată pe malul drept al Someșului. Primul cartier construit a fost Cartierul 14, cunoscut sub denumirea Micro 14, cu un număr suficient de apartamente pentru găzduirea a 20.000 de oameni. A urmat Cartierul 15, cu apartamente pentru 15.000 de oameni. Pentru legarea acestor zone de nucleul vechi al orașului s-a realizat cel de-al doilea pod peste Someș, podul Golescu.
În inundațiile din primăvara anului 1970 au decedat 56 de sătmăreni și s-a distrus o parte însemnată a orașului, viiturile provocând prăbușirea a peste 2.000 de case. Pentru familiile sinistrate au fost ridicate două cartiere: Soarelui și Carpați I. Tot în urma inundațiilor au fost ridicate și locuințele din zona Pieței 14 Mai și din cartierul Solidaritatea.
Începând cu anii 1980 au fost construite alte trei cartiere: Micro 16, Micro 17 și Carpați II.

## Geografie
Municipiul Satu Mare se află în județul Satu Mare, în nord-vestul României, pe râul Someș, la 13 km de granița cu Ungaria și 27 km de granița cu Ucraina. Coordonatele exacte sunt:
- 47°47’24” latitudine nordică
- meridianul de 22°53’24” longitudine estică
- altitudinea 125 metri.

## Demografie
Componența etnică a municipiului Satu Mare
     Români (52,44%)
     Maghiari (30,76%)
     Alte etnii (1,56%)
     Necunoscută (15,24%)
Componența confesională a municipiului Satu Mare
     Ortodocși (41,9%)
     Romano-catolici (15,98%)
     Reformați (15,94%)
     Greco-catolici (5,51%)
     Penticostali (1,34%)
     Alte religii (2,91%)
     Necunoscută (16,43%)
Conform recensământului efectuat în 2021, populația municipiului Satu Mare se ridică la 91.520 de locuitori, în scădere față de recensământul anterior din 2011, când fuseseră înregistrați 102.411 locuitori. Majoritatea locuitorilor sunt români (52,44%), cu o minoritate de maghiari (30,76%), iar pentru 15,24% nu se cunoaște apartenența etnică. Din punct de vedere confesional, cei mai mulți locuitori sunt ortodocși (41,9%), cu minorități de romano-catolici (15,98%), reformați (15,94%), greco-catolici (5,51%) și penticostali (1,34%), iar pentru 16,43% nu se cunoaște apartenența confesională.

### Evoluție istorică
| An   | Total   | Români | Maghiari | Germani | Evrei  | Romi  | Alte etnii |
| ---- | ------- | ------ | -------- | ------- | ------ | ----- | ---------- |
| 1880 | 19.708  | 955    | 17.028   | 737     |        |       | 988        |
| 1890 | 20.736  | 717    | 19.587   | 267     |        |       | 165        |
| 1900 | 26.881  | 914    | 25.080   | 586     |        |       | 301        |
| 1910 | 34.892  | 986    | 33.094   | 629     |        |       | 183        |
| 1920 | 37.376  | 4.543  | 24.671   | 156     | 7.855  |       | 151        |
| 1930 | 51.495  | 16.251 | 21.916   | 939     | 10.693 | 642   | 1.054      |
| 1941 | 52.011  | 2.079  | 48.293   | 215     | 1019   | 253   | 152        |
| 1956 | 52.096  | 18.120 | 31.204   | 129     | 2.390  | 10    | 243        |
| 1966 | 68.246  | 31.696 | 34.490   | 540     | 466    | 804   | 250        |
| 1977 | 101.860 | 51.205 | 48.842   | 993     | 256    | 321   | 243        |
| 1992 | 130.584 | 71.502 | 53.917   | 3.681   | 61     | 1.031 | 392        |
| 2002 | 115.142 | 66.638 | 45.298   | 1.607   | 30     | 1.115 | 454        |
| 2011 | 102.411 | 55.509 | 35.441   | 1.044   | 28     | 1.272 | 9.117      |
| 2021 | 91.520  | -      | -        | -       | -      | -     | -          |

| An   | Total   | Români | Maghiari | Germani | Evrei | Țigani | Alte etnii |
| ---- | ------- | ------ | -------- | ------- | ----- | ------ | ---------- |
| 1869 | 18.353  | 5,4%   | 88%      | 5,4%    |       |        | 1,1%       |
| 1880 | 19.708  | 5%     | 88,9%    | 3,8%    |       |        | 2,3%       |
| 1890 | 20.736  | 3,5%   | 94,5%    | 1,3%    |       |        | 0,8%       |
| 1900 | 26.881  | 3,4%   | 93,3%    | 2,2%    |       |        | 1,1%       |
| 1910 | 34.892  | 2,8%   | 94,8%    | 1,8%    |       |        | 0,5%       |
| 1920 | 37.376  | 12,2%  | 66%      | 0,4%    | 21%   |        | 0,4%       |
| 1930 | 51.495  | 31,6%  | 42,6%    | 1,8%    | 20,8% | 1,2%   | 2,1%       |
| 1941 | 52.011  | 4%     | 92,9%    | 0,4%    | 2%    | 0,5%   | 0,2%       |
| 1956 | 52.096  | 34,8%  | 59,9%    | 0,2%    | 4,6%  | -      | 0,5%       |
| 1966 | 68.246  | 46,4%  | 50,5%    | 0,8%    | 0,7%  | 1,2%   | 0,3%       |
| 1977 | 101.860 | 50,3%  | 48%      | 1%      | 0,3%  | 0,3%   | 0,2%       |
| 1992 | 130.584 | 54,8%  | 41,3%    | 2,8%    | 0,05% | 0,8%   | 0,3%       |
| 2002 | 113.697 | 57,5%  | 39,8%    | 1,4%    | 0,03% | 0,9%   | 0,4%       |
| 2011 | 102.411 | 54,2%  | 34,6%    | 1%      |       | 1,2%   | 9%         |

030.00060.00090.000120.000150.00019121948196619922011populațiePopulația istorică din Satu Mare
Date: Recensăminte sau birourile de statistică - grafică realizată de Wikipedia

## Imigrația
În anul 2010, un număr 650 de cetățeni străini aveau rezidență la Satu Mare.

## Monumente
În Satu Mare există mai multe obiective turistice care pot fi vizitate, printre care:
- Turnul Pompierilor - a fost construit în anul 1904 din inițiativa episcopului Gyula Meszlényi, fiind proiectat de Ferencz Dittler și construit de Lajos Vajnay. Astăzi, turnul este un obiectiv turistic de mare atracție, fiind vizitat zilnic de ca. 50 de vizitatori.
- Hotelul Dacia - construit în 1902 după planurile arhitecților Bálint Zoltán și Jámbor Lajos în stil secesionist unguresc, Hotelul Dacia este probabil cel mai emblematic monument din Satu Mare. Macheta hotelului a obținut premiul II. la Expoziția Mondială de la Viena.
- Palatul Episcopiei romano-catolice de Satu Mare - proiectat de arhitectul conților Károlyi, Joseph Bitthauser și construit între 1804 și 1840 în stil clasicist, palatul episcopal este reședința episcopilor romano-catolici de Satu Mare și clădirea Grupului Școlar Teologic Romano-Catolic „Hám János”. În capela episcopală se află altarul în fața căruia s-a căsătorit renumitul poet maghiar, Sándor Petőfi cu Szendrey Júlia în capela cetății de la Ardud.
- Teatrul - este cea de-a doua clădire de teatru în oraș (prima fiind demolată în 1889). Temeliile ei au fost depuse pe 18 mai 1892, inaugurarea având loc, în cadrul unei ceremonii festive, pe 14 ianuarie 1892. Proiectul a fost realizat de Voyta Adolf, arhitect din Pápa, lucrările au fost efectuate sub supravegherea arhitectului Szikszay Lajos din Debrețin, iar decorațiile interioare au fost create de Spanraft și Hirsch.
- Noul pod hobanat care se afla in constructie monentan.Acesta este cel mai mare proiect de infrastructură al municipiului din ultimii 30 de ani. Viitorul pod va fi o construcție unică în nord-vestul României.
- Palatul Administrativ din Satu Mare este o clădire din municipiul Satu Mare, județul Satu Mare, România care adăpostește instituții administrative locale precum Primăria Satu Mare și Consiliul Județean. Palatul a fost proiectat de către Nicolae Porumbescu cu ajutorul lui Ludovic Gyüre iar construcția aparține arhitecturii brutaliste.
- Clădirea Breslei Cizmarilor
- Casa Ormos

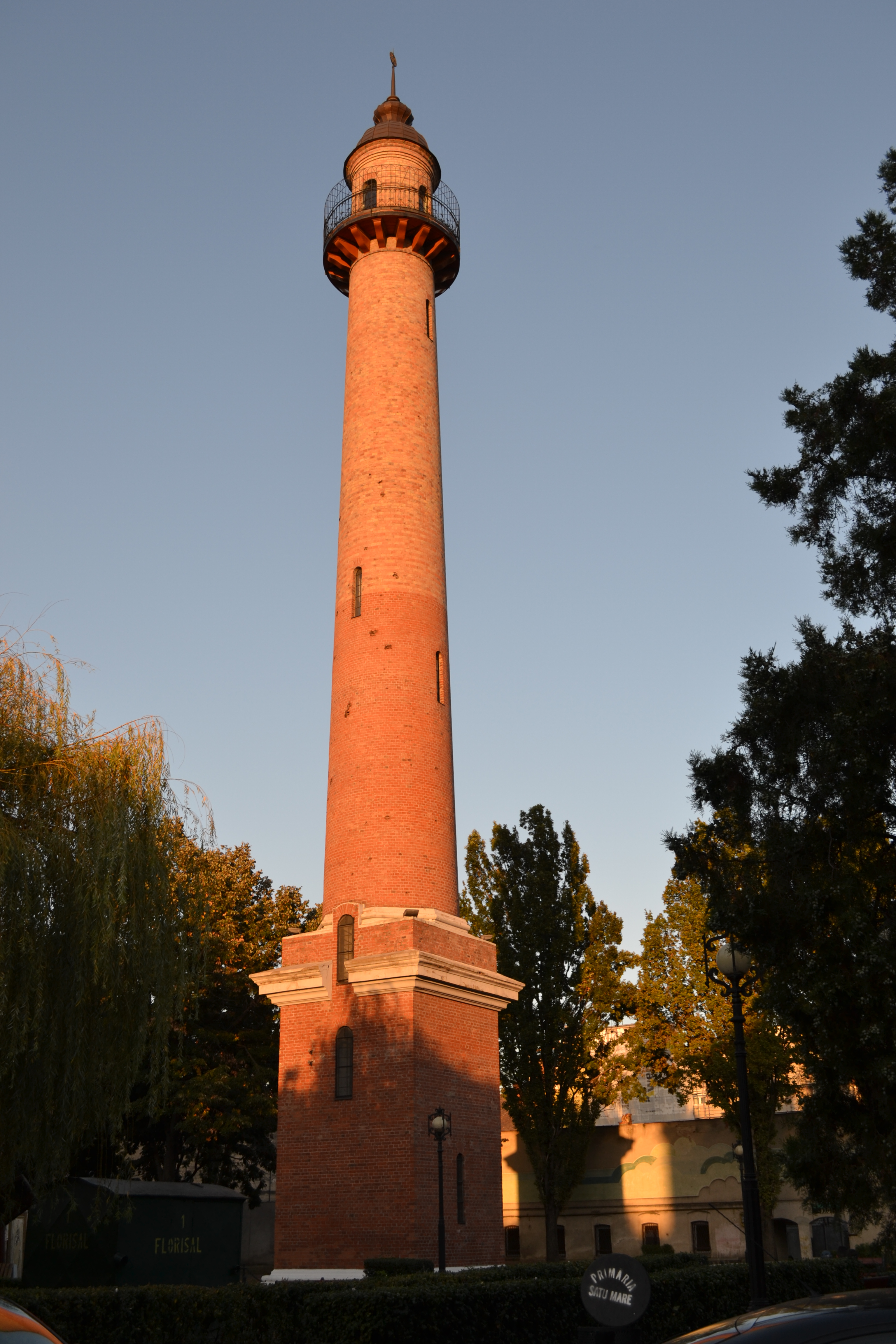
Turnul Pompierilor
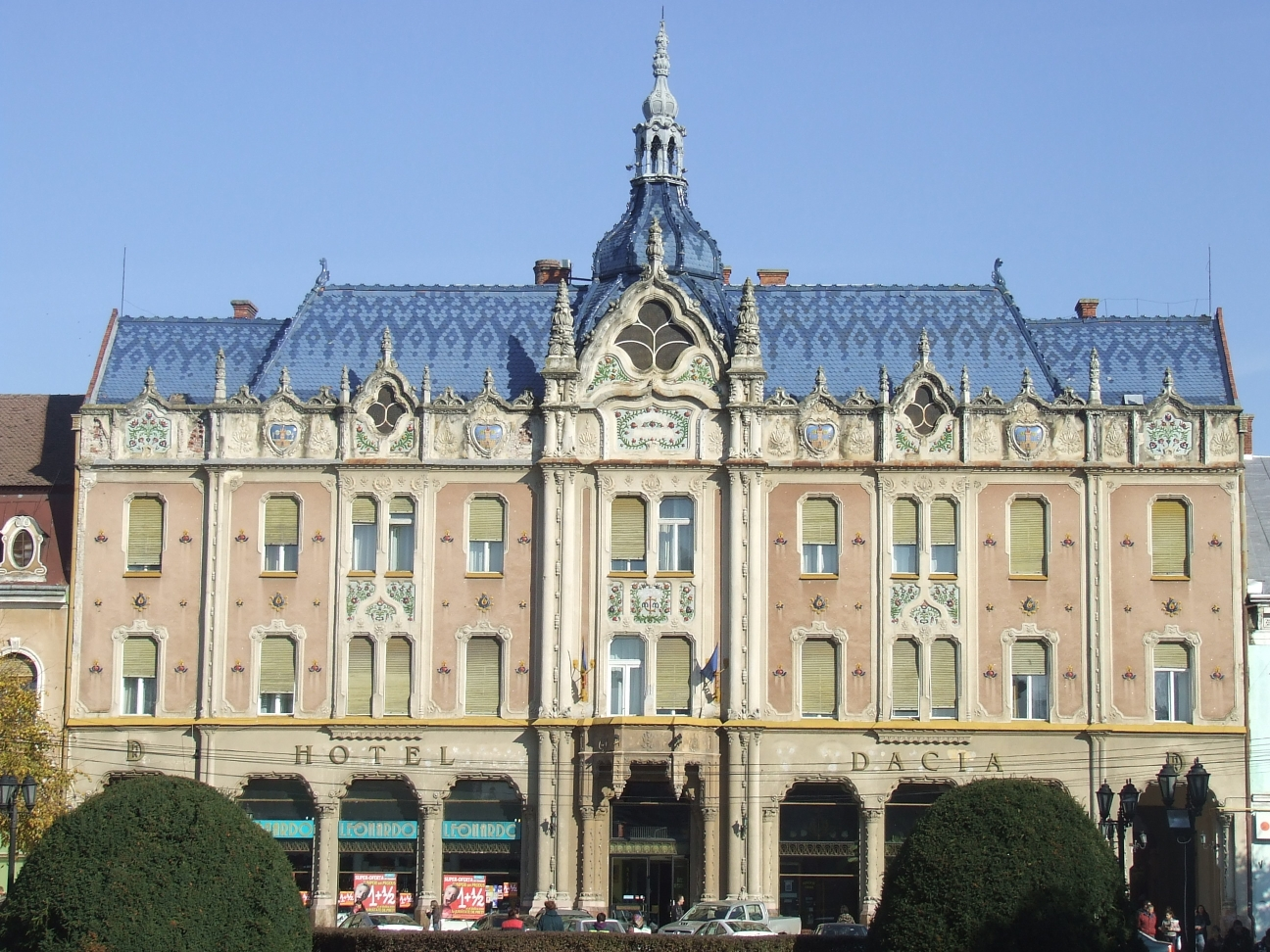
Hotelul Dacia
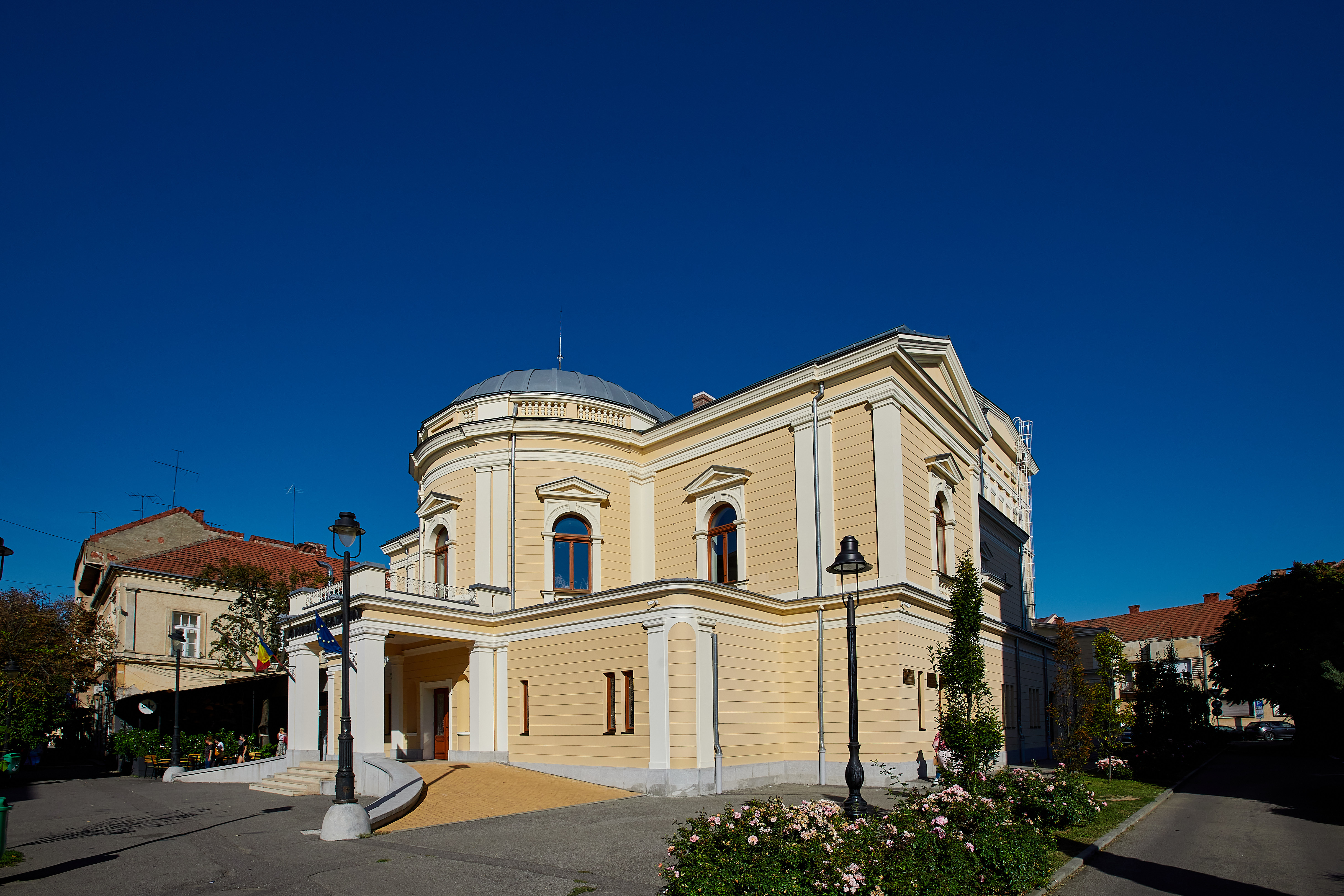
Teatrul de Nord
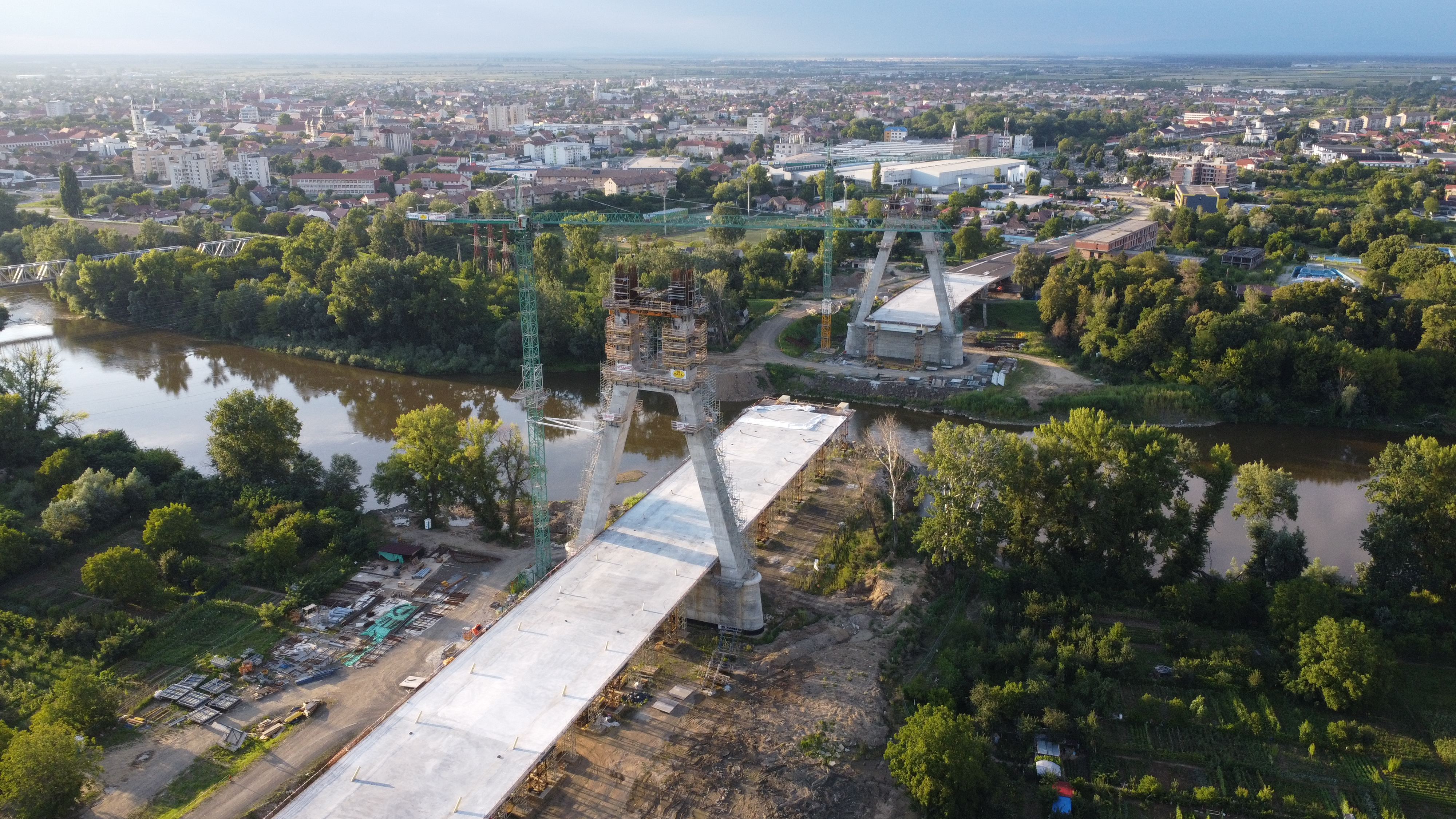
Noul pod hobanat
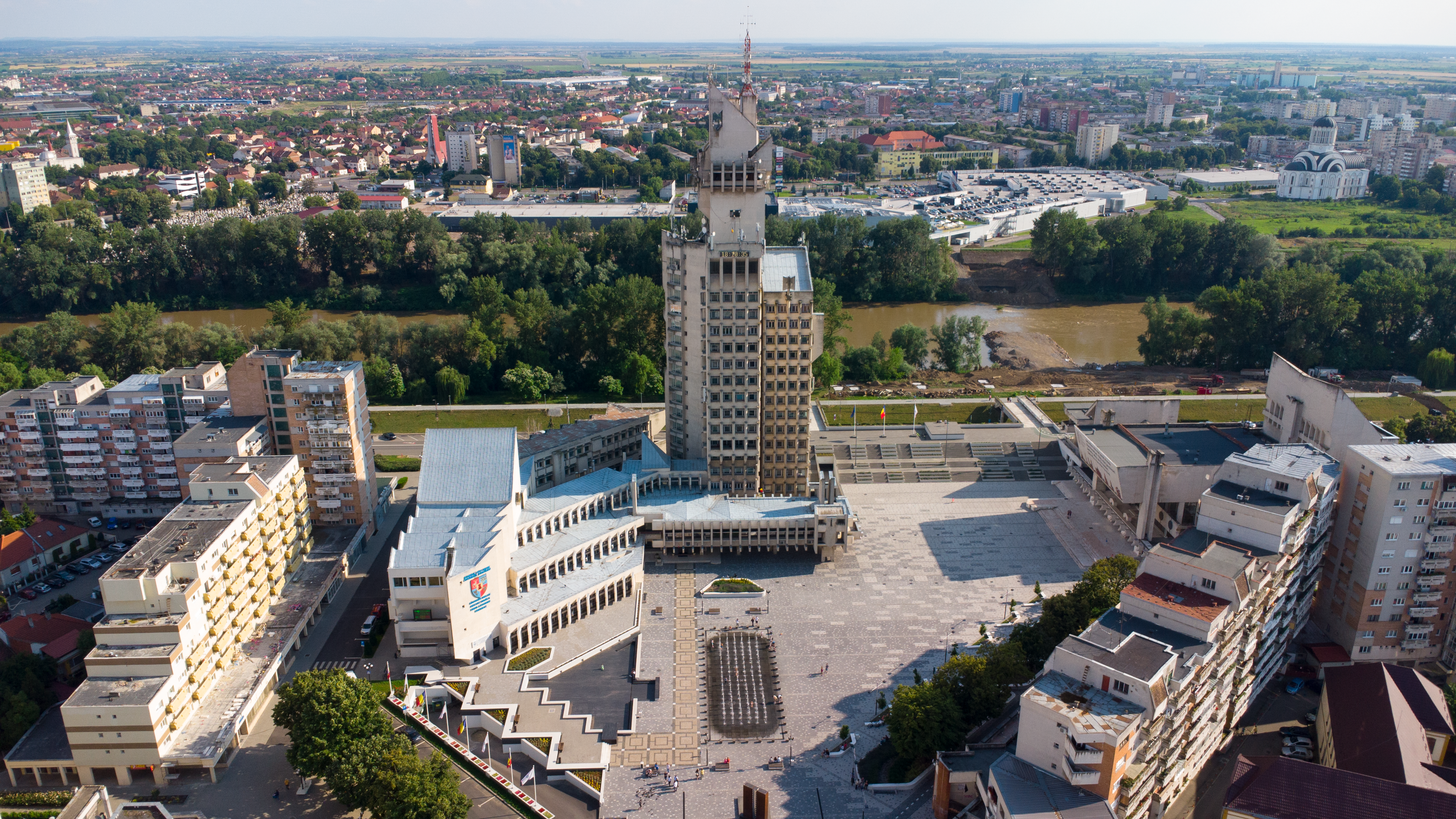
Palatul Administrativ
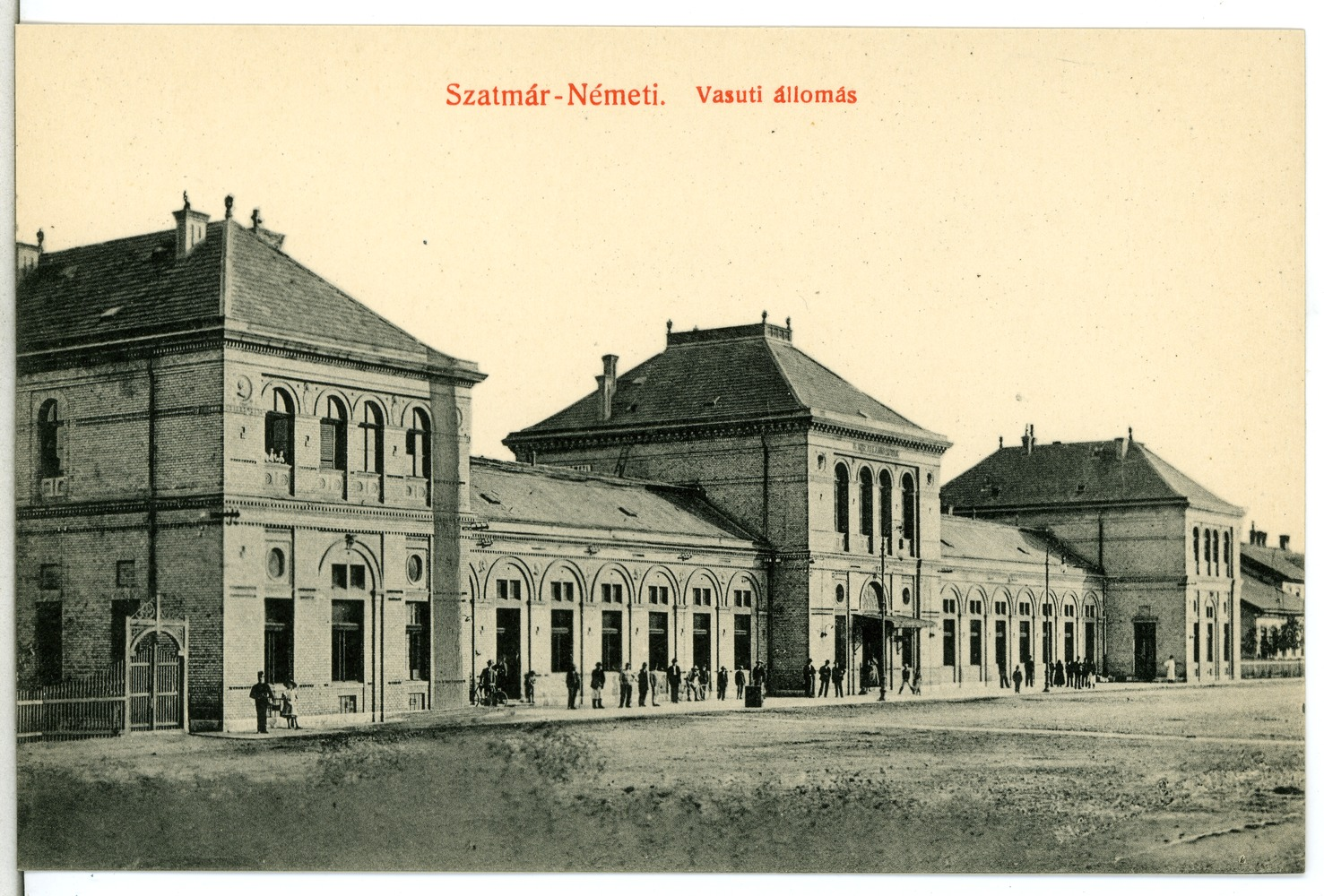
Gara Satu Mare
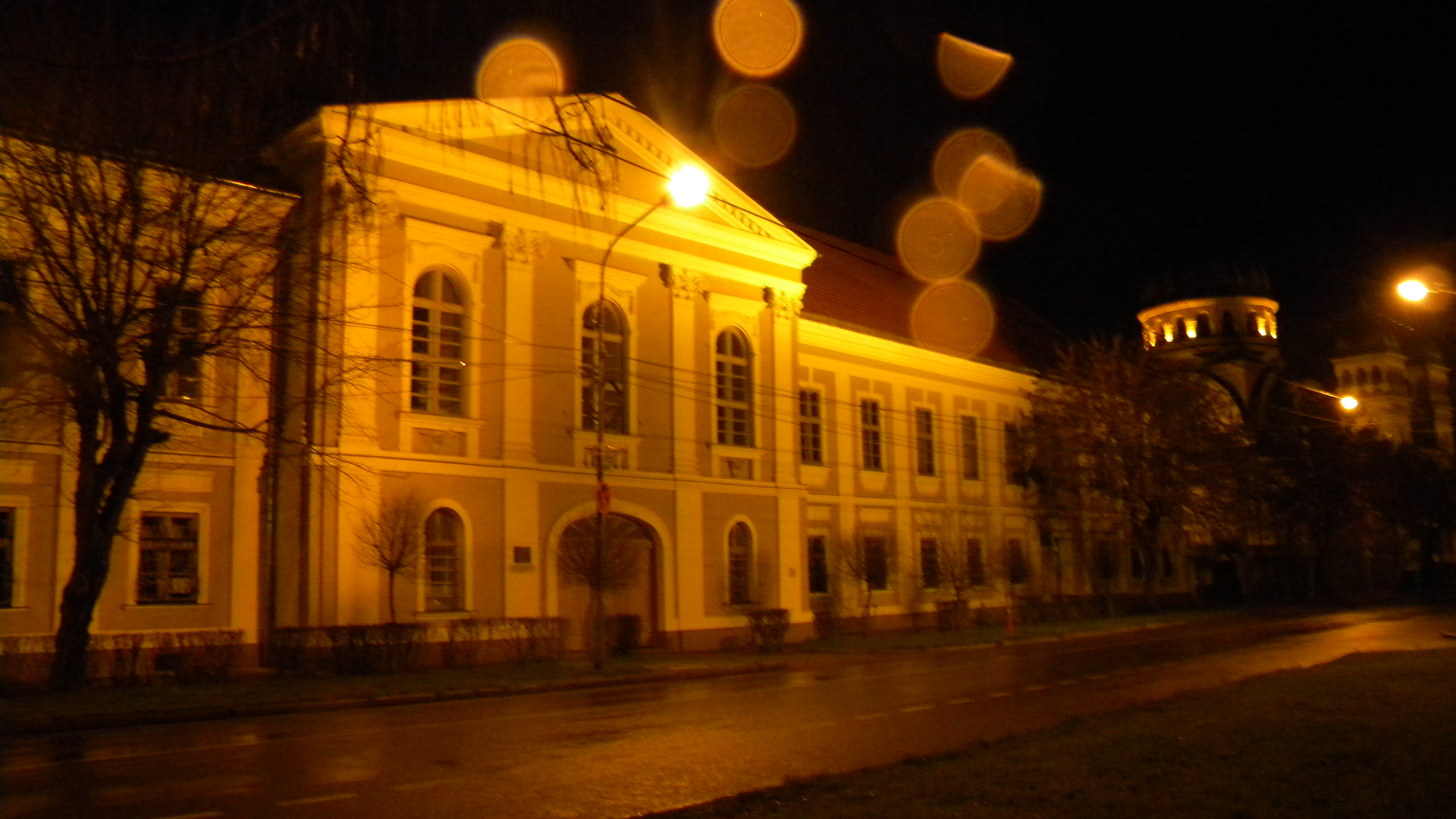
Palatul episcopal romano-catolic

### Lăcașuri de cult
- Catedrala romano-catolică - catedrala cu hramul "Înălțarea Domnului", este biserica catedrală a Episcopiei Romano-Catolice de Satu Mare. Monumentul a fost edificat la începutul secolului al XIX-lea în stil clasicist. Construit din inițiativa episcopului János Hám și proiectat de renumitul arhitect maghiar József Hild, biserica este unul dintre cele mai importante obiective turistice ale orașului.
- Biserica Reformată cu lanțuri - proiectat de Zsigmond Preinlich și construit între 1788 și 1807 în stil baroc german (zopf), Biserica cu lanțuri este cea mai veche biserică a orașului.
- Catedrala Greco-Catolică „Sf. Arhangheli Mihail și Gavril” - este cea de-a doua biserică greco-catolică română a orașului. Vechea biserică, folosită inițial și de greco-catolicii ruteni, a fost construită în 1803 în stil baroc, fiind demolată în 1932 pentru a face loc unui lăcaș mai cuprinzător. Noua biserică a fost construită pe locul bisericii demolate între 1932 și 1937, după planurile arhitecților Victor Smigelschi și G. P. Liteanu. Stilul construcției este inspirat de arhitectura românească tradițională.
- Biserica ortodoxă „Adormirea Maicii Domnului” („catedrala”) - construită între 1932 și 1937, după planurile arhitectului bucureștean G. P. Liteanu, biserica este cea mai veche și cea mai monumentală biserică ortodoxă română din oraș, fiind, totodată, catedrala protopopiatului ortodox. Clădirea îmbină armonios stilul bizantin cu elemente tradiționale, respectând stilul bisericilor românești cu brâul exterior specific.
- Templul Mare - construit între anii 1889-1892.

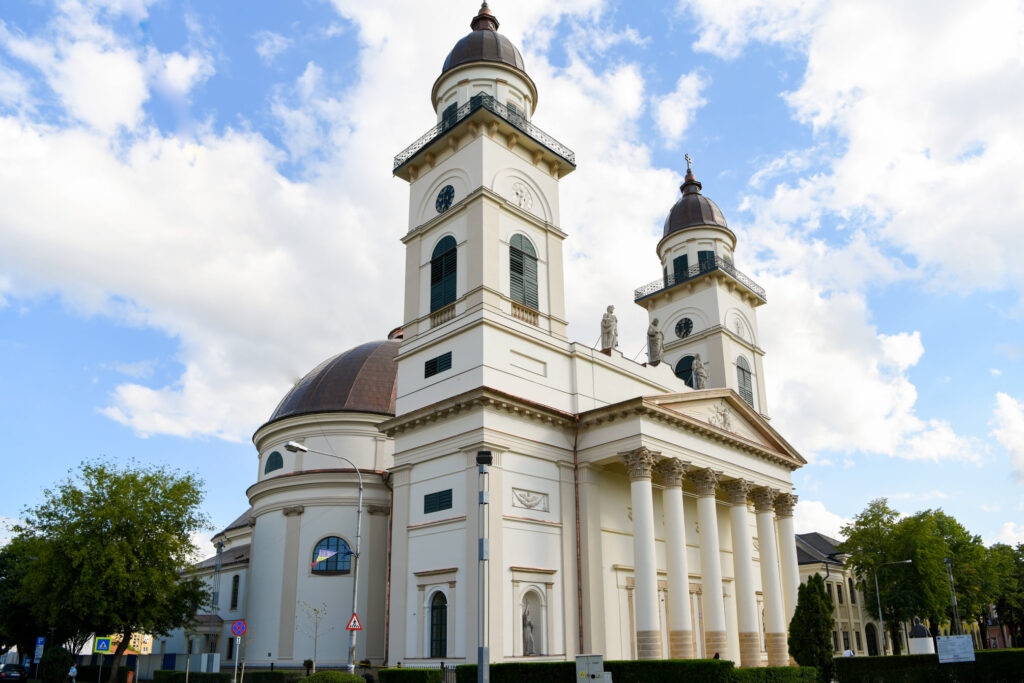
Catedrala Romano-Catolica
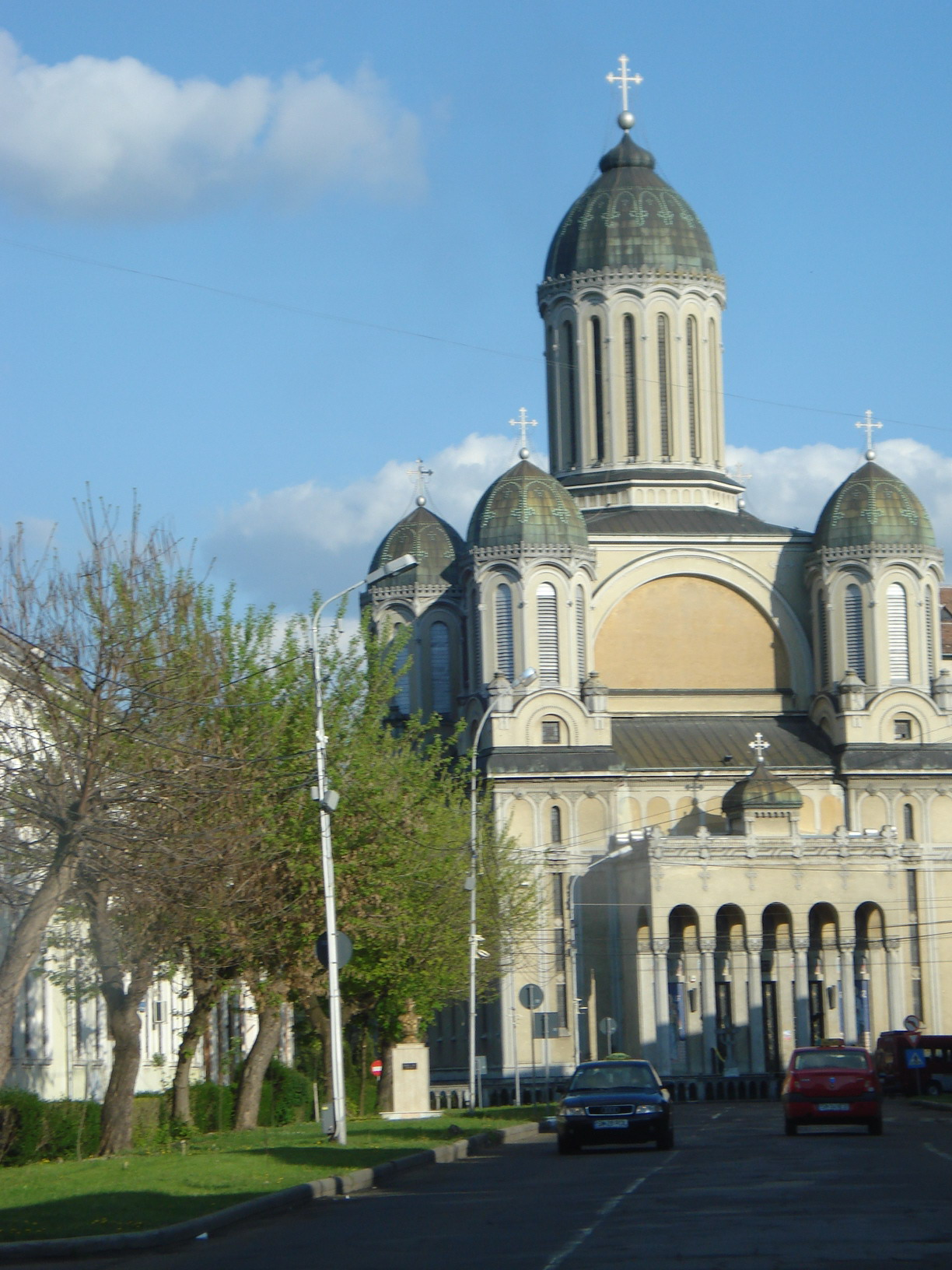
Biserica ortodoxă „Adormirea Maicii Domnului”
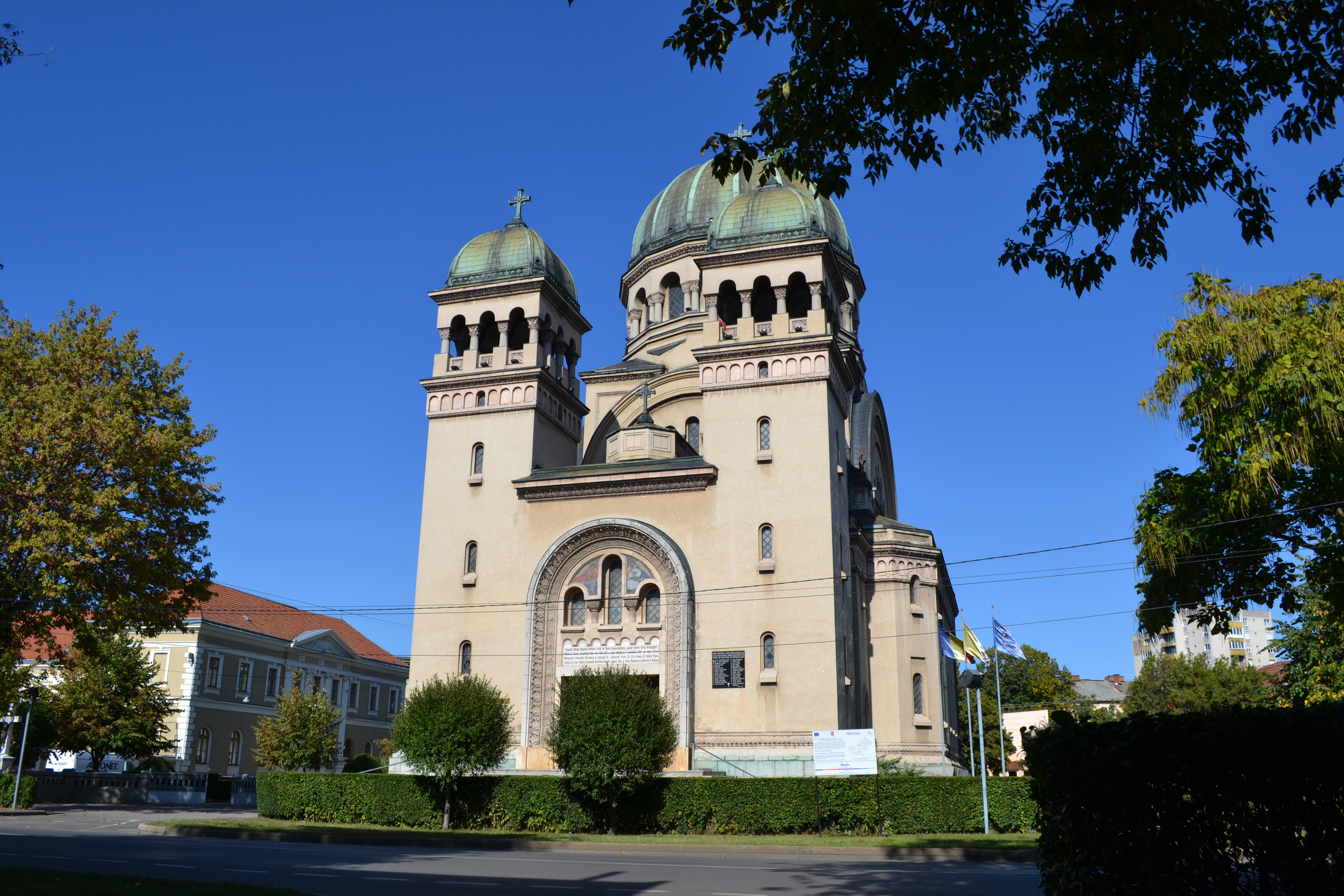
Biserica greco-catolică „Sf. Arhangheli Mihail și Gavril”
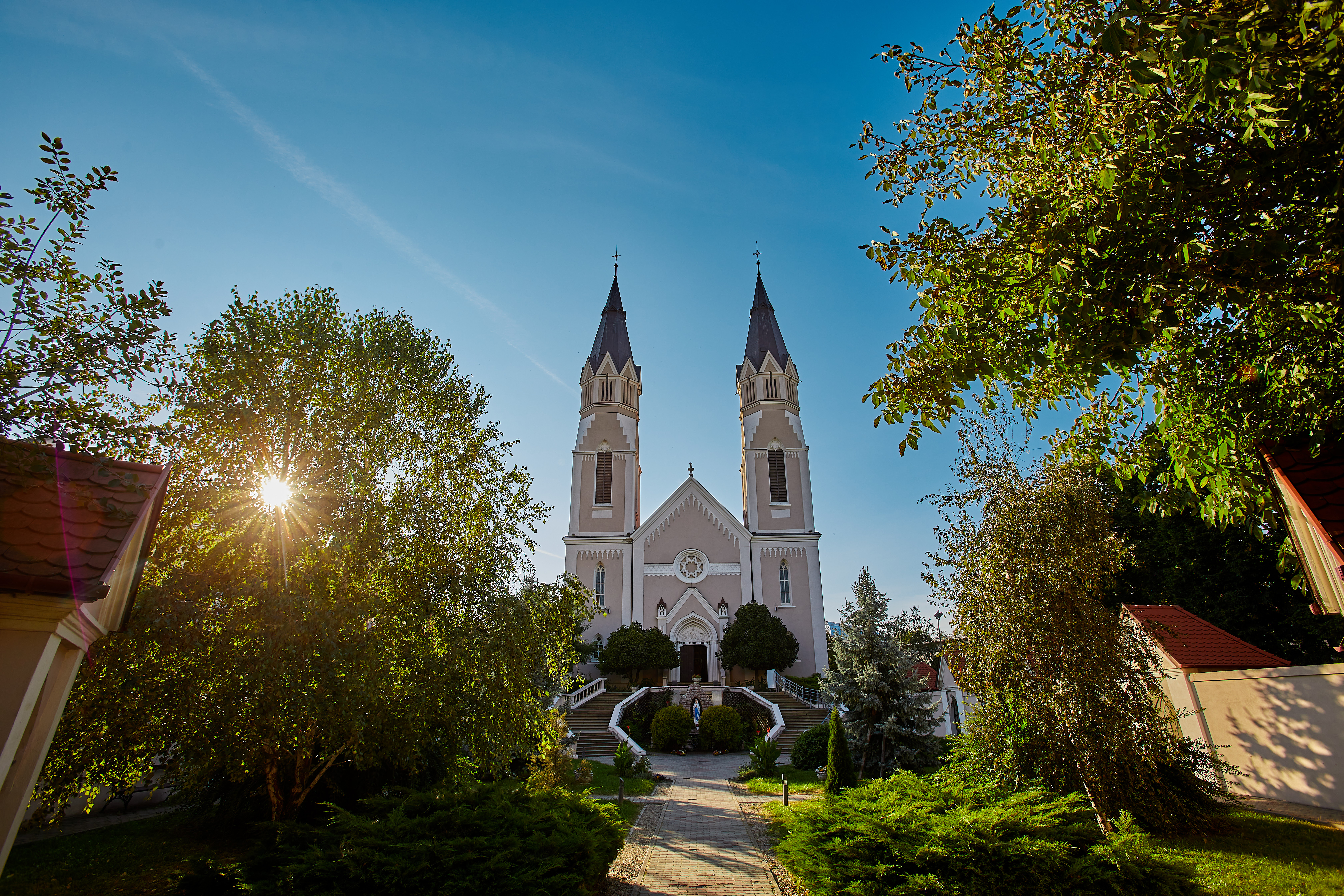
Biserica Calvaria
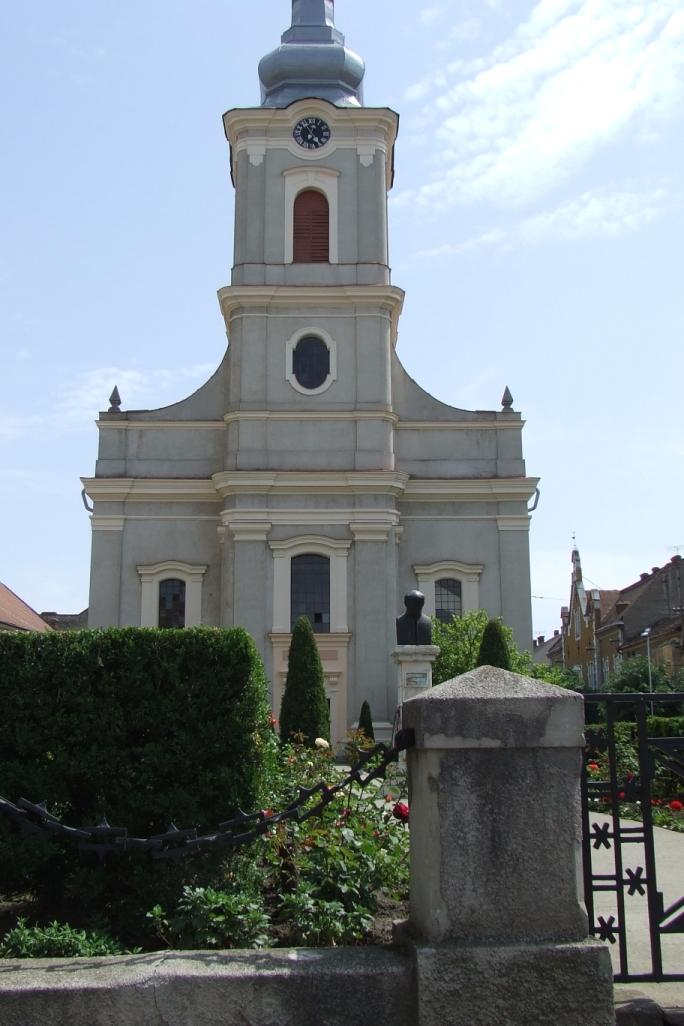
Biserica reformată cu lanțuri
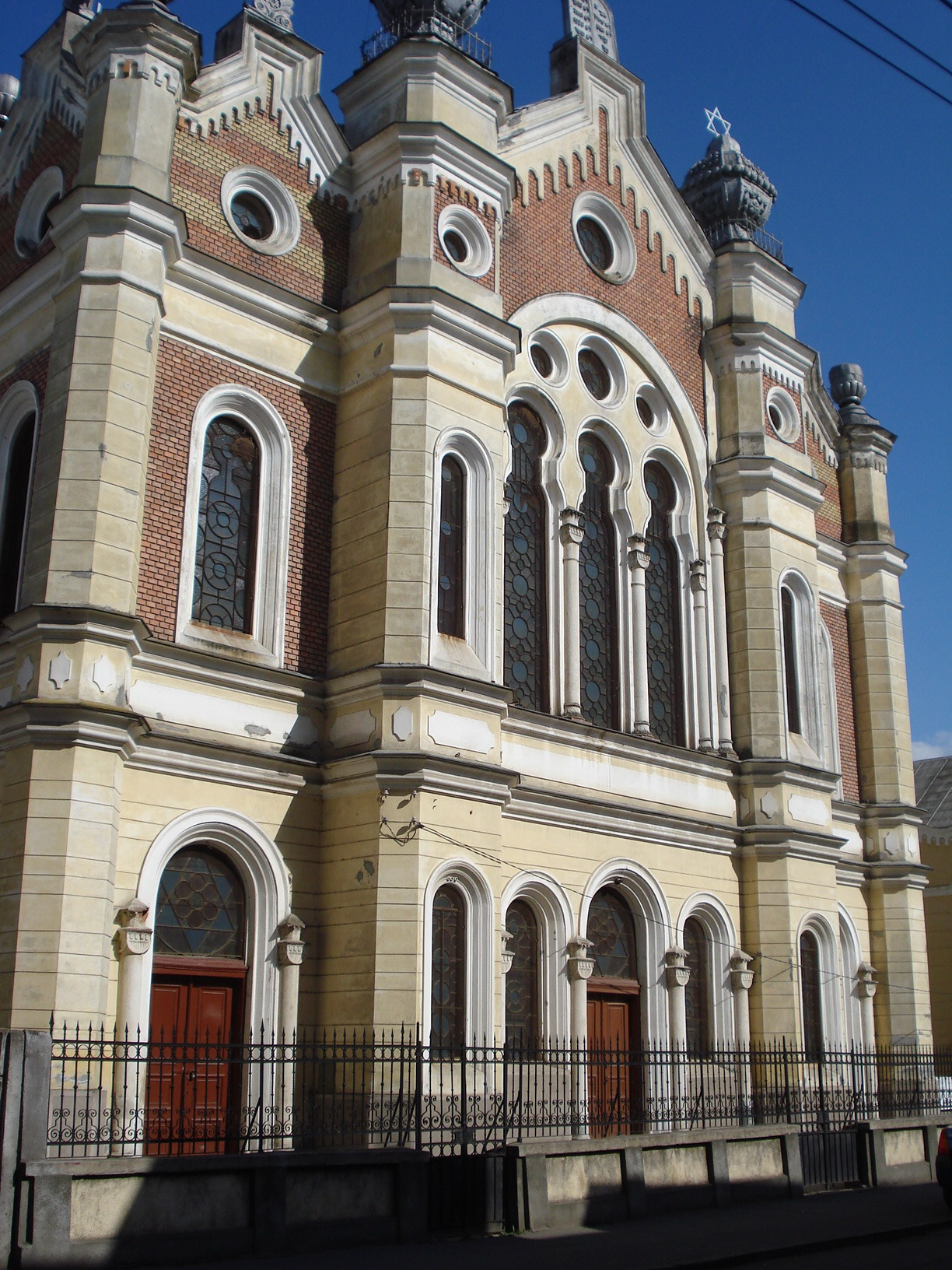
Templul Mare din Satu Mare

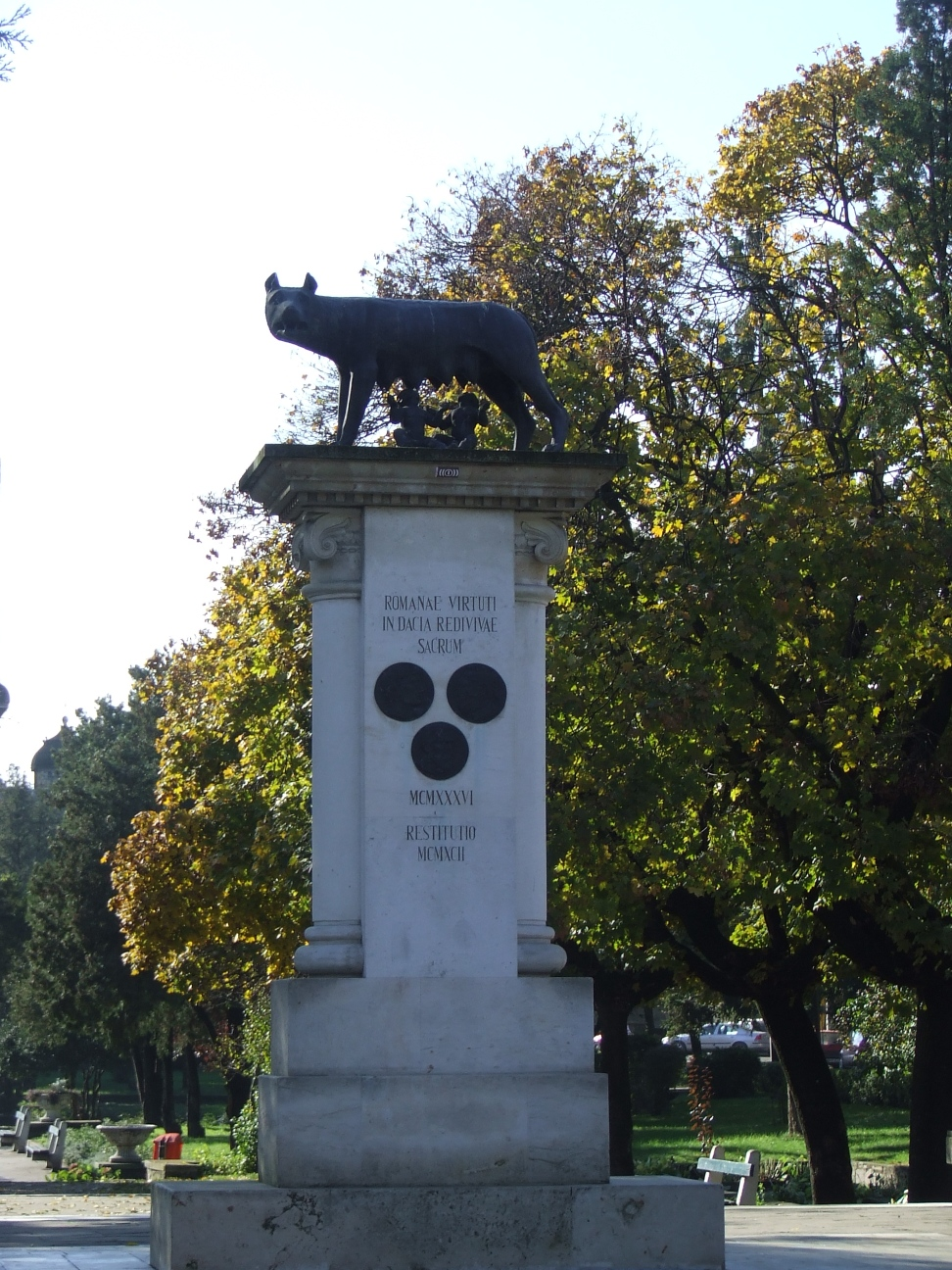
Statuia Lupa Capitolina

### Statui
- Statuia Lupa Capitolina (Lupoaica)

### Muzee
- Atelierul memorial Aurel Popp, strada Aurel Popp nr. 13
- Casa memorială „Vasile Lucaciu”
- Muzeul Județean

## Sport

### Fotbal
Fotbalul este cel mai popular sport de agrement din Satu Mare. În Satu Mare există două mari cluburi de fotbal: Olimpia și Someșul Oar. În Satu Mare sunt două stadioane de fotbal: Stadionul Olimpia cu 18.000 de locuri și Stadionul Someșul cu 3.000 de locuri.
Alte activități recreative populare includ scrimă, handbal, bowling, baschet feminin, karate și șah.
Echipa locală de baschet feminin CSM Satu Mare este una dintre cele mai bune din liga română; a terminat pe locul al treilea în playoff-urile sezonului 2008/2009. Echipa își joacă meciurile de acasă în cea mai mare indoor arena din oraș, LPS Arena, care are o capacitate de 400 de locuri.
Jucătorul profesionist de tenis cipriot Marcos Baghdatis a fost adus la Satu Mare în 1998 pentru o lună și jumătate de fostul său antrenor Jean Dobrescu să se antreneze și să participe la competiții locale de tenis alături de colegul său membru al echipei Cupa Davis, Rareș Cuzdriorean, care este, de asemenea, sătmărean cu cetățenie cipriotă.

### Scrimă
Satu Mare are o tradiție în scrimă care datează din 1885 și este orașul care a furnizat cei mai mulți campioni mondiali și olimpici din Europa. Nume precum Ecaterina Stahl, Marcela Moldovan, Suzana și Ștefan Ardeleanu, Petru Kuki, Rudolf Luczki, Samuilă Melczhner, Geza Tere și în special Alexandru Csipler  figurează proeminent în analele scrimei românești. Ultimele patru au format, de asemenea, nucleul școlii de scrimă a orașului, câștigând turnee locale și internaționale majore. Rezultatele de top pentru care există dovezi datează din 1935, când echipa locală floreta, Olimpia Satu Mare, a pierdut împotriva CFR Timișoara cu scorul de 15–10 în finala națională, în timp ce Rudolf Luczki a câștigat. finala sabre desfășurată la Cluj-Napoca. În 1973, la Satu Mare a fost folosit primul dispozitiv de semnalizare din România; aceasta a fost caracterizată drept „o adevărată revoluție” pentru scrima românească.

## Cultură
În ceea ce privește viața culturală, județul Satu Mare are o tradiție bogată și o rețea de instituții de cultură constând în teatre, o filarmonică, 60 de biblioteci publice (la nivel de județ) cu un fond de carte de peste 1.000.000 exemplare, 2 cinematografe, patru case de cultură multi-funcționale, 17 muzee (inclusiv unul dedicat păstrării tradițiilor populației de origine germană), două galerii de artă și un centru de promovare a creației.
Sistemul educațional al orașului este bine dezvoltat în județ, existând 274 de școli și licee.
Mass media sunt, de asemenea, bine reprezentate de trei cotidiene, două reviste de literatură, trei posturi de radio și două de televiziune..
Atelierul Memorial Erdõs. Erdõs Imre Pál (1916-1987) laureat al Premiului de Stat (1962), maestru emerit al artei (titlu ce i se acorda in 1963), este una dintre personalitatile de seamă ale orasului.

### Instituții culturale
- Teatrul de Nord (cu secție română și maghiară)
- Filarmonica „Dinu Lipatti”
- Casa de Cultură a Sindicatelor
- Casa de Cultură „G. M. Zamfirescu”
- Muzeul Județean
- Muzeul de Artă (departament al Muzeului Județean)
- Teatrul de Păpuși Brighella (în cadrul Trupei „Harag György” a Teatrului de Nord)

### Evenimente culturale
- Festivalul Multicultural Internațional „Fără Bariere” - festival internațional de teatru, organizat de cele două secții ale Teatrului de Nord și finanțat de Consiliul Local și Consiliul Județean. Cel mai important festival cultural sătmărean.
- Festivalul Internațional al Romilor - festivalul comunităților țigănești (romungro, beas, gabor), finanțat de Primăria Satu Mare.
- Oktoberfest - festivalul de bere al șvabilor sătmăreni, organizat de Asociația Economică Germano-Română cu sprijinul Primăriei Satu Mare. În programul festivalului sunt incluse anual diferite evenimente culturale.
- SamFest Jazz and Wine - festival de jazz internțional
- SamROCK - festival de muzică rock, metal și punk, finanțat de conducerea locală.
- Zilele Culturale Sătmărene - eveniment cultural de muzică pop, rock și jazz, organizat de Primăria Satu Mare.
- Zilele Maghiare Partium (Partiumi Magyar Napok) - festivalul cultural și de gastronomie a maghiarilor din Partium, organizat de UDMR Satu Mare cu sprijinul conducerii locale.
- Zilele Muzicale Sătmărene - festival internațional de muzică simfonică, găzduită de Filarmonica „Dinu Lipatti” cu sprijinul conducerii locale.
- Street Music Festival - festival internațional de muzică de stradă, organizat câtre Centrul Cultural

## Politică
Municipiul Satu Mare este administrat de un primar și un consiliu local compus din 23 consilieri. Primarul, Gábor Kereskényi, de la Uniunea Democrată Maghiară din România, este în funcție din 2016. Începând cu alegerile locale din 2024, consiliul local are următoarea componență pe partide politice:
|  | Partid                                 | Consilieri | Componența Consiliului | Componența Consiliului | Componența Consiliului | Componența Consiliului | Componența Consiliului | Componența Consiliului | Componența Consiliului | Componența Consiliului | Componența Consiliului | Componența Consiliului | Componența Consiliului | Componența Consiliului | Componența Consiliului |
|  | -------------------------------------- | ---------- | ---------------------- | ---------------------- | ---------------------- | ---------------------- | ---------------------- | ---------------------- | ---------------------- | ---------------------- | ---------------------- | ---------------------- | ---------------------- | ---------------------- | ---------------------- |
|  | Uniunea Democrată Maghiară din România | 13         |                        |                        |                        |                        |                        |                        |                        |                        |                        |                        |                        |                        |                        |
|  | Partidul Social Democrat               | 4          |                        |                        |                        |                        |                        |                        |                        |                        |                        |                        |                        |                        |                        |
|  | Partidul Național Liberal              | 3          |                        |                        |                        |                        |                        |                        |                        |                        |                        |                        |                        |                        |                        |
|  | Alianța Dreapta Unită                  | 2          |                        |                        |                        |                        |                        |                        |                        |                        |                        |                        |                        |                        |                        |
|  | Alianța pentru Unirea Românilor        | 1          |                        |                        |                        |                        |                        |                        |                        |                        |                        |                        |                        |                        |                        |

## Evenimente

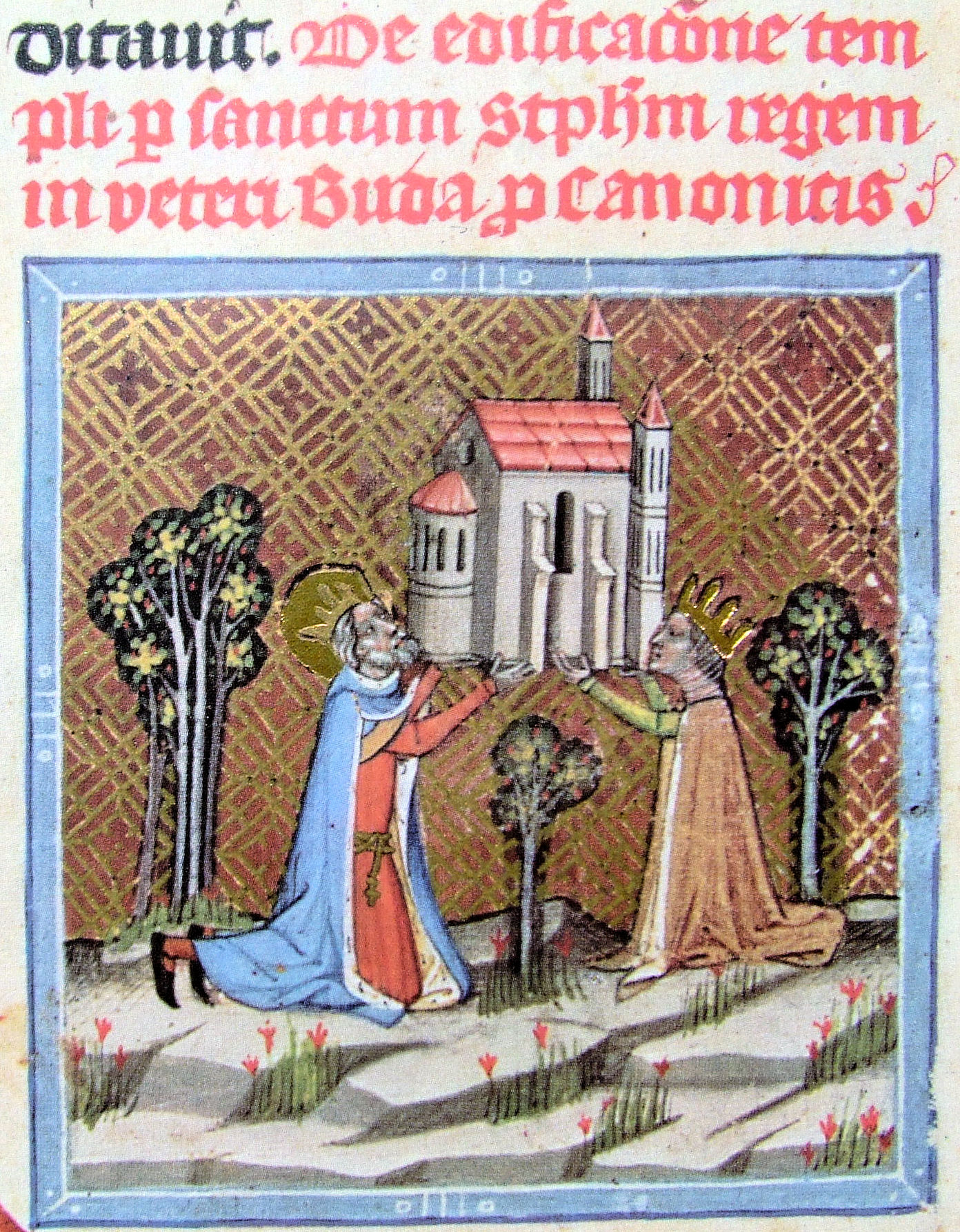
Regele ungar Sfântul Ștefan și regina Fericita Ghizela de Bavaria

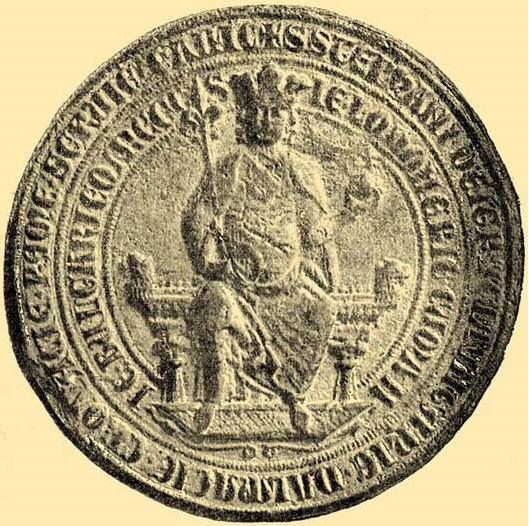
Regele cel tânăr Ștefan al V-lea

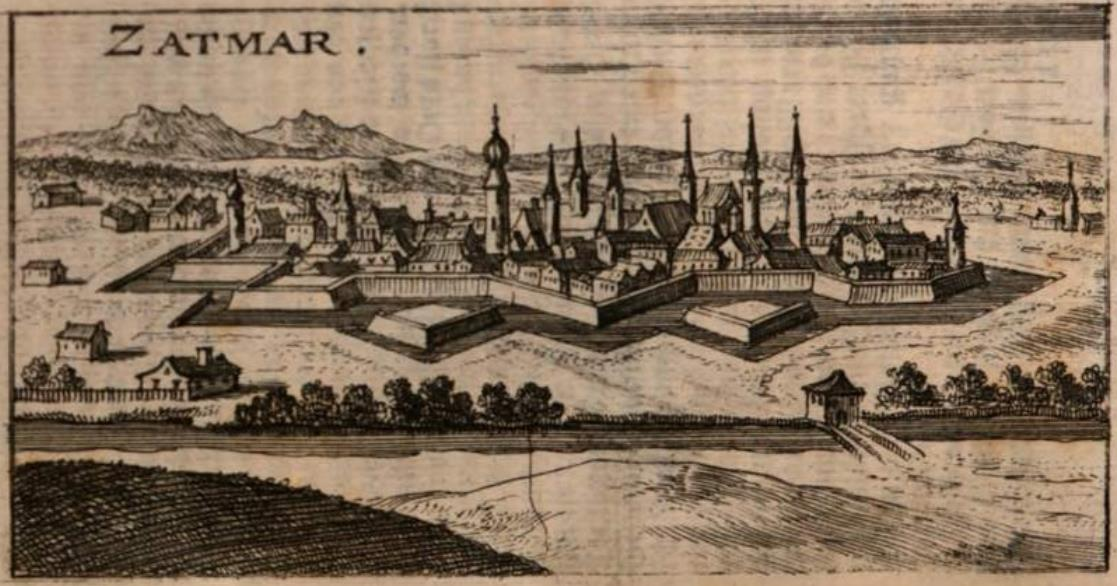
Cetatea Sătmarului în 1688

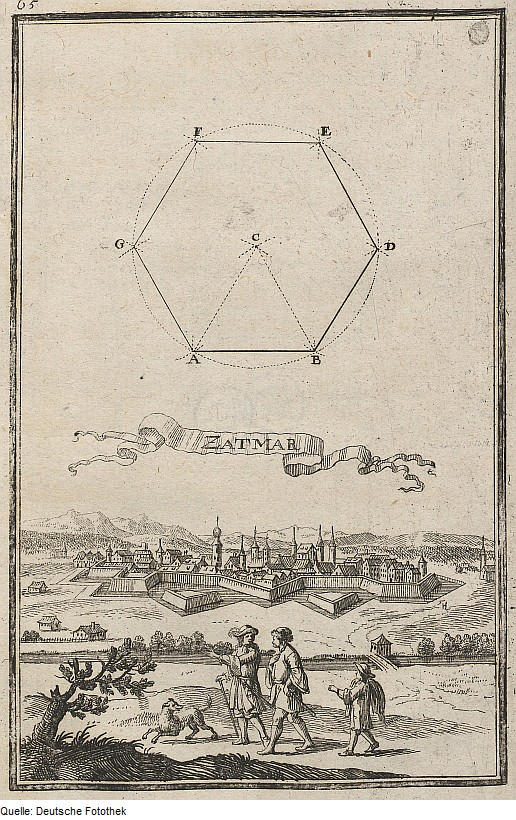
Cetatea Sătmarului în 1698

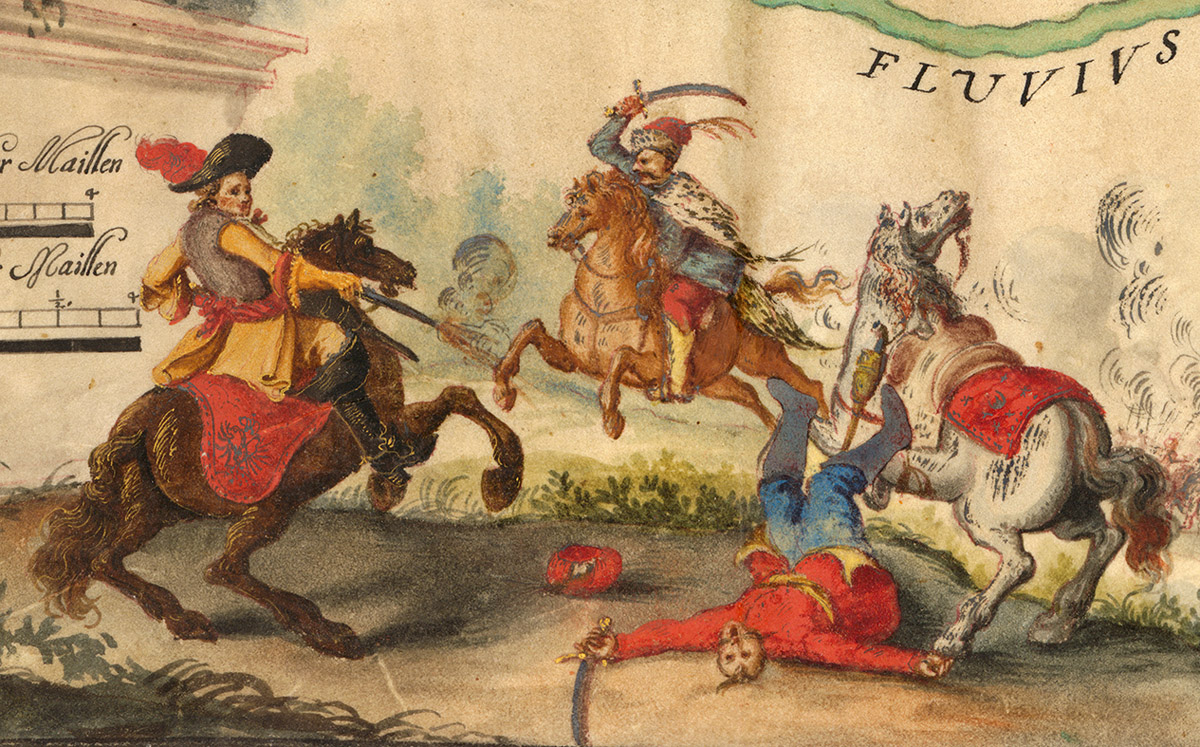
Reprezentarea ciocnirilor dintre curuți și lobonți pe o hartă din timpul războiului de independență al lui Rákóczi

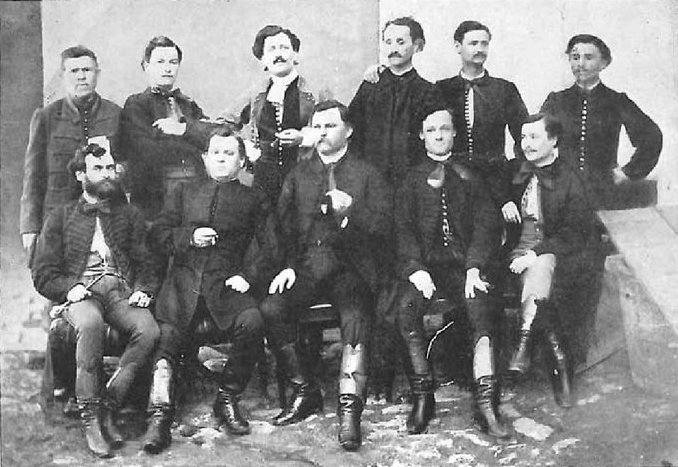
Trupa teatrului vechi în 1865

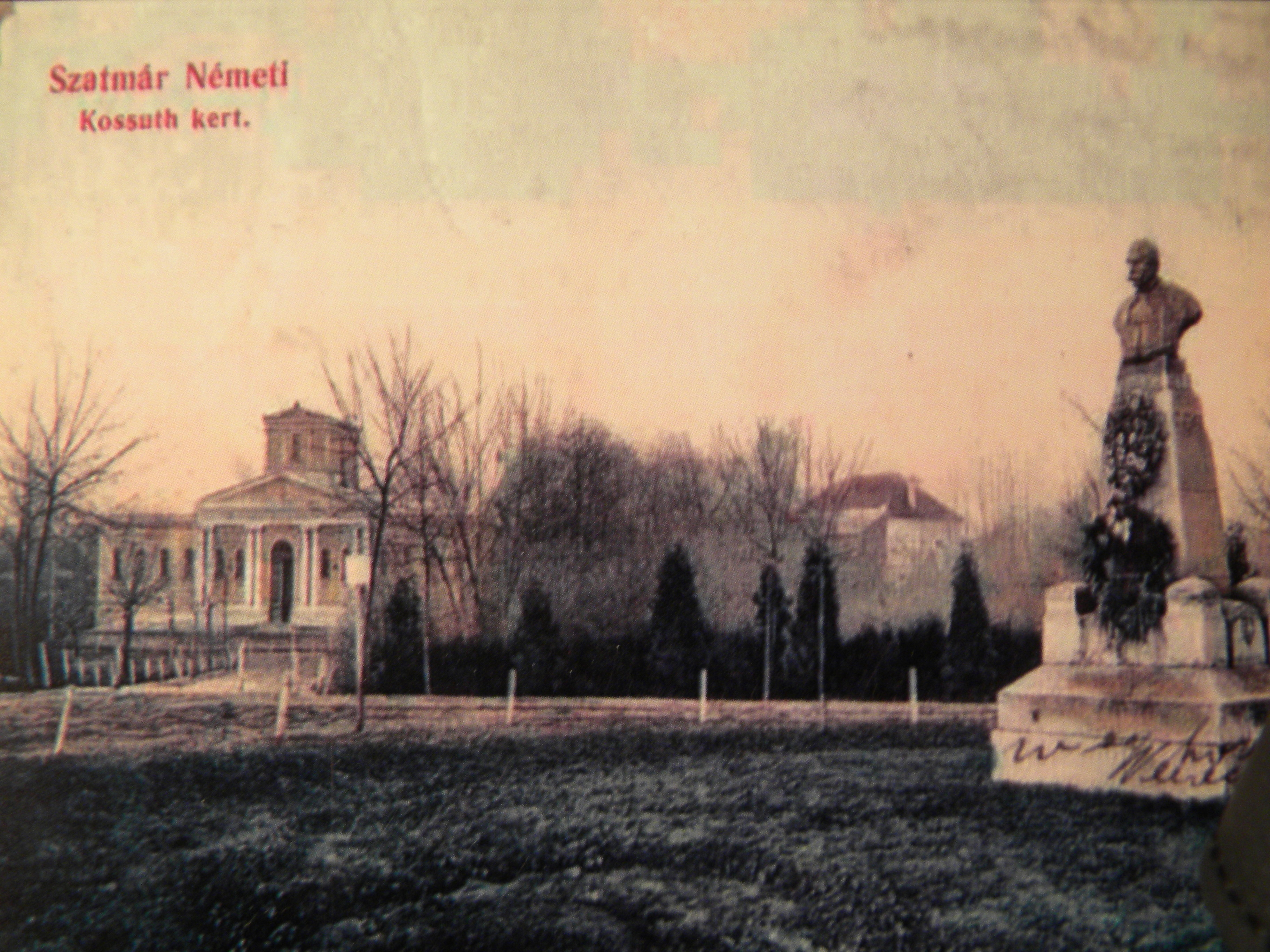
Grădina Kossuth (azi Grădina Romei) în 1903

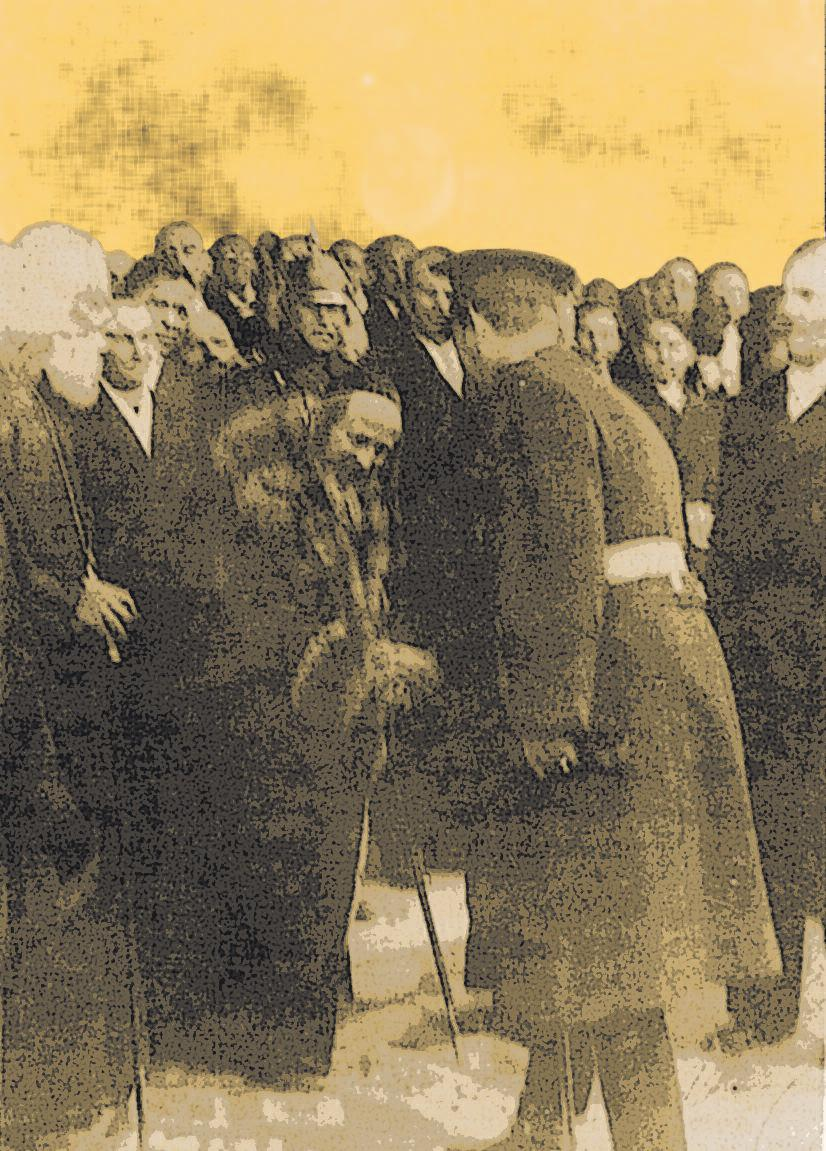
Întâlnirea regelui Carol al II-lea al României cu marele rabin Joel Teitelbaum în 1936 la Satu Mare

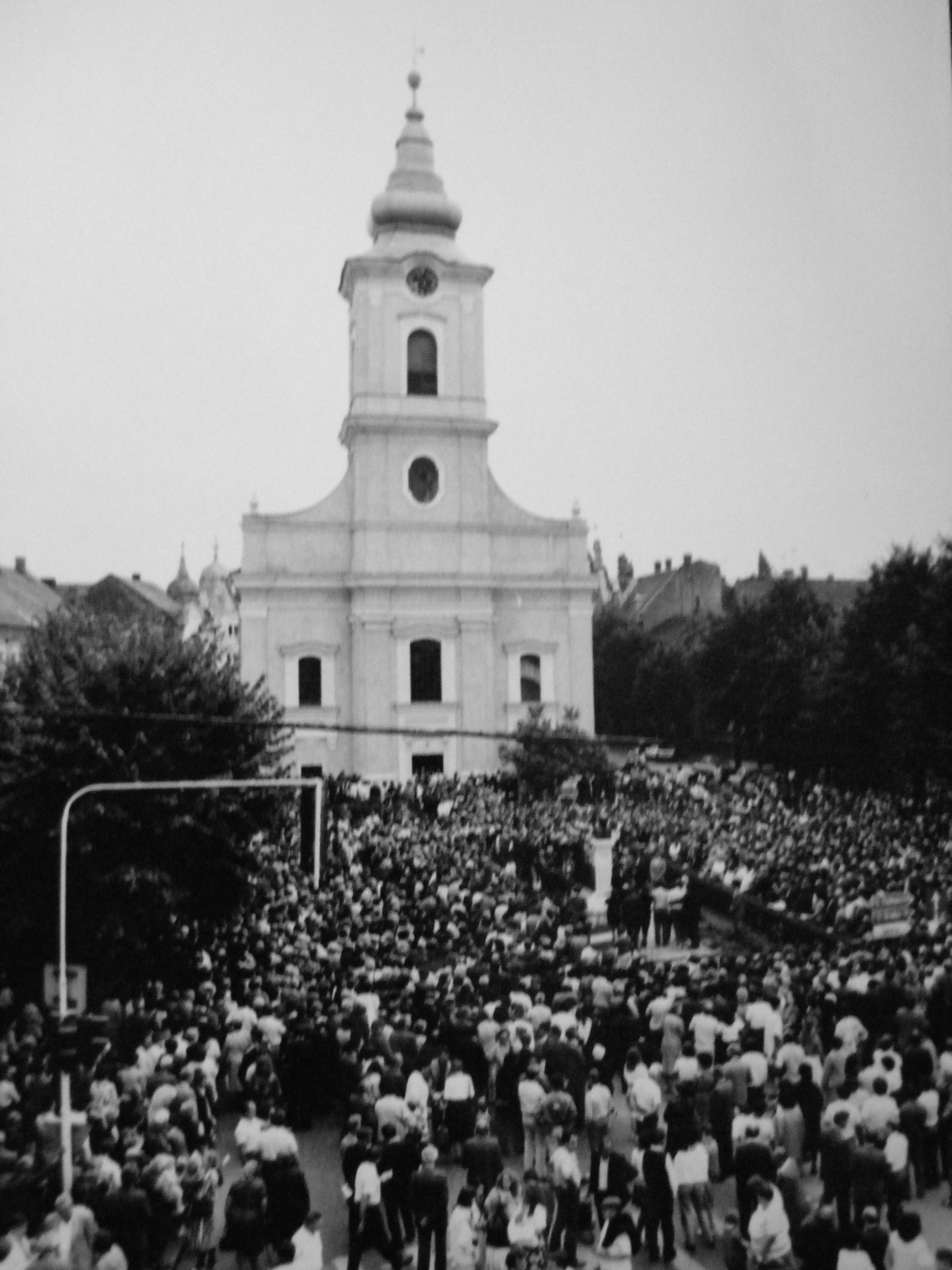
Adunare în fața Bisericii cu lanțuri în 1991, la doi ani după Revoluția Română

- În jurul anului 1000, regina Ghizela de Bavaria, soția regelui Ștefan I al Ungariei, aduce coloniști teutoni la Sătmar și întemeiază orașul Mintiu. Tot în acești ani se construiește și cetatea Sătmarului, acesta devenind centrul Comitatului Sătmar până în 1800.
- 1150 - Apare pentru prima dată denumirea orașului Sătmar, sub forma de Zothmar.
- 1162 - Ștefan al III-lea al Ungariei îi dăruiește taxele și impozitele orașului Mănăstirii Szentjobb din Berekys (Comitatul Bihor).
- 1217 - 1230 - Cetatea Sătmarului este amintit în diplome ca cetate regală (Castrum Regium).
- 1230 - Andrei al II-lea al Ungariei îi acordă privilegii regale nobililor nemți aduși la Sătmar de Ghizela de Bavaria.
- 1241 - Cetatea Sătmarului, precum și orașele Sătmar și Mintiu sunt distruse de tătari (marea invazie mongolă). Reconstruirea lor are loc în a doua jumătate a secolului XIII.
- 1247 - Ștefan al V-lea al Ungariei își stabilește reședința sa regală la Sătmar (până în 1270).
- 1264 - Într-o diplomă regală, Ștefan al V-lea al Ungariei îi acordă privilegii locuitorilor orașelor Sătmar și Mintiu.
- 1291 - Andrei al III-lea al Ungariei într-o diplomă regală confirmă privilegiile orașului, obținute în timpul domniei lui Ștefan al V-lea al Ungariei.
- 1310 - Carol Robert de Anjou într-o diplomă regală confirmă privilegiile orașului, obținute în timpul domniei lui Ștefan al V-lea al Ungariei.
- 1330 - O diplomă le amintește pe locuitorii orașului Mintiu ca fiind vânători regali.
- 1411 - Sigismund de Luxemburg îi acordă despotului sârb Gheorghe Brancovici orașele Sătmar și Mintiu ca feudă în schimbul orașului Belgrad.
- 1460 - Orașul devine din nou proprietate regală.
- 1490 - După moartea regelui Matei Corvin, Sătmarul intră în posesia fiului său nelegitim, Ion Corvin, ban al Slavoniei și regele Bosniei.
- 1543 - Cetatea intră în posesia familiei Báthory. Noii proprietari, Cristofor Báthory și Ștefan Báthory reconstruiesc cetatea pe o insulă a Someșului. Cetatea a fost ocupată mai târziu de Ioan Sigismund Zápolya.
- 1545 - Trecerea de la catolicism la protestantism a maghiarilor sătmăreni prin adoptarea confesiei Mellanchtoniene la primul sinod protestant maghiar la Ardud.
- 1557 - Se înființează Liceul Reformat, cea mai veche instituție de învățământ secundar din oraș.
- 1558 - Regina Isabella Jagiello Zapolya, mama și tutorele regent al lui Ioan Sigismund Zápolya, i-a scutit pe toți locuitorii Sătmarului și Mintiului de plata tuturor taxelor și impozitelor. Îl pune pe Menyhért Balassa căpitan al cetății, care a trădat-o și l-a ajutat pe regele ungar din casa Habsgurg, Ferdinand I să ocupe cetatea.
- 1562 - Cetatea este asediată de armatele otomane conduse de pașa Ibrahim din Buda și de pașa Maleoci din Timișoara.
- 1565 - Principele transilvănean Ștefan Báthory ocupă cetatea.
- 1565 - Lazarus von Schwendi și Andrei Báthory în fruntea armatei regale sosesc la Sătmar să ocupe din nou cetatea. Realizând forța militară a dușmanilor, principele Ștefan Báthory arde și dărâmă cetatea și o părăsește.
- 1569 - 1573 - Cetatea Sătmarului este reconstruită după planurile arhitectului italian, Giulio Cesare Baldigara, sub forma de pentagon.
- 1570 - Soldații germani de la Mintiu ocupă localitatea Rozsály.
- 1576 - Trecerea de la lutheranism la calvinism a maghiarilor sătmăreni prin adoptarea confesiei de la Csenger (la Sinodul reformat de la Csenger).
- 1607 - István Milotai Nyilas devine parohul reformat al Sătmarului și fondează Protopopiatul Reformat de Sătmar. În urma numirii sale episcop al Eparhiei Reformate de dincolo de Tisa Sătmarul devine reședință episcopală reformată.
- 1622 - În urma păcii de la Nikolsburg, cetatea ajunge în proprietatea principelui Gabriel Bethlen.
- 1657 - Sătmarul a fost deja proprietatea familiei Rákóczi și este asediat de polonezi.
- 1668 - Leopold I al Sfântului Imperiu Roman, în calitate de rege ungar, le poruncește nobililor maghiari sătmăreni să plătească taxe și impozite. În același an, Comitatul înaintează o plângere grofului Ferenc Nádasdy de Nádasd și Fogras, judele regal al Ungariei (iudex curiae regiae) în care îl roagă să îi schimbe pe ofițerii germani ai cetății cu ofițeri maghiari, pentru că aceștea comit abuzuri dure când încasează taxele regale.
- 1669 - Nobilimea disperată îi atacă și îi ucide pe soldații nemți (austrieci) din cetate cu sprijinul Annei Lónyay de Nagylónya (stăpâna cetății Lónyai din Medieșu Aurit), profitând de momentul în care acestea au ieșit din cetate ca să îi jefuiască pe unii nobili.
- 1680 - Principele Mihai Apafi I încearcă, fără succes, să ocupe cetatea cu armata sa transilvăneană, completată cu 24.000 de soldați turci și cu armata din Țara Românească.
- 1682 - Cetatea ajunge în proprietatea lui Imre Thököly.
- 1686 - Apărătorii cedează cetatea armatei imperiale a lui Leopold I.
- 28 septembrie 1703 - În primul an al Răscoalei lui Rákóczi, Sătmarul este ars și dărâmat de lobonții, iar Mintiu, în aceeași zi, de curuții. Lobonții, conduși de baronul Sándor Károlyi, au ocupat Sătmarul.
- 1705 - Apărătorii lobonți de naționalitate germană au cedat Sătmarul curuților după un asediu de un an și jumătate.
- 30 aprilie 1711 - În casa de pe locul actualului Palat Vécsey, este încheiată Pacea de la Sătmar între lobonții și curuți, tratat care a pus capăt Războiului de independență al lui Rákóczi.
- 1711 - Cetatea este dărâmată la îndemnul baronului Sándor Károlyi de Nagykároly.
- 30 aprilie 1711 - Sătmar (Szatmár) și Mintiu (Németi) au fost unite din punct de vedere administrativ sub denumirea Sătmar-Mintiu (Szatmár-Németi). Actul imperial care a consfințit unirea a fost diploma emisă de Carol al VI-lea la 2 ianuarie 1721, orașului Sătmar-Mintiu conferindu-i-se, totodată, și statutul de oraș liber regal.
- 1788 - 1814 - Se construiește în stil baroc Biserica cu lanțuri, a treia biserică calvină a orașului Sătmar.
- 8 iunie 1790 - Are loc primul spectacol de teatru documentat, susținut de trupa ambulantă a lui János Móricz.
- 1793 - 1802 - Se construiește în stil baroc Biserica Reformată din Mintiu (Németi templom).
- 1799 - 1803 - Se construiește în stil baroc vechea biserică greco-catolică a orașului pe locul actualei catedrale „Sf. Arhangheli Mihail și Gavril”, în folosința comună a comunității române și a celei de naționalitate ruteană
- 1800 - Sătmarul pierde statutul de reședință de comitat. La inițiativa grofilor Károlyi, reședința Comitatului Sătmar se mută la Careii Mari.
- 1823 - Se înființează Comisia de sistematizare a orașului, care controlează și dirijează întreaga activitate edilitară.
- 1824 - Episcopul român Samuil Vulcan de la Oradea Mare obține desprinderea unui număr de 72 parohii românești din administrația civilă a Sătmarului de la dieceza religioasă ruteană din Muncaci.[21]
- 1842 - Episcopul romano-catolic János Hám fondează ordinul de călugărițe Surorile de Caritate Sătmărene (Congregatio Surorum Caritas de Szatmár) cu ajutorul unor călugărițe de caritate aduse de la Viena.
- 6 februarie 1848 - Are loc inaugurarea primului teatru din oraș. Teatrul Orășenesc își începe activitatea sub conducerea directorilor István Tóth și Lajos Döme.
- 1853 - Episcopul român Samuil Vulcan de la Oradea Mare obține desprinderea unui număr de 94 parohii românești din administrația civilă a Sătmarului de la dieceza religioasă ruteană din Muncaci. Acestea sunt trecute la dieceza greco-catolică română nou înființată la Gherla.[21]
- 1878-1885 - Vasile Lucaciu funcționează ca profesor de limba română la Liceul Catolic Regesc (în clădirea de azi a Colegiului Național Mihai Eminescu).
- 18 ianuarie 1892 - Inaugurarea teatrului (cea de-a doua clădire de teatru în oraș). Noul Teatru Orășenesc își începe activitatea sub conducerea directorului Gyula Kömley.
- 1899 - Inagurarea Gării Satu Mare, clădire construită după planurile lui Ferenc Pfaff.
- 1903 - La Expoziția Mondială de la Viena se acordă premiul II. Planurilor realizate de Zoltán Bálint și Lajos Jámbor a Hotelului „Pannónia” (cunoscut azi ca „Hotel Dacia”).
- 1904 - La inițiativa episcopului romano-catolic Gyula Meszlényi, se construiește Turnul Pompierilor după planurile lui Ferencz Dittler.
- 1905 - Rabinul Joel Teitelbaum se mută de la Sighet la Satu Mare și înființează dinastia hasidică Satmar.
- 1918 - În urma Primului Război Mondial, Sătmarul devine oraș al României Mari.
- 15 iulie 1919 - Se înființează Liceul Mihai Eminescu, prima instituție de învățământ secundar cu predare în limba română din oraș.
- 1920 - Sătmarul este rebotezat (primind numele de azi) și devine reședința județului interbelic Satu-Mare.
- 1925 - 1940 - Începând cu directoratul lui Mihály Szendrey teatrul preia numele renumitului actor bucureștean Constantin Nottara, trupa acestuia continuând activitatea în limba maghiară.
- 1929 - Se înființează Camera de Comerț.
- 1932 - 1937 - Pe locul fostei biserici greco-catolice se construiește Catedrala Greco-Catolică „Sf. Arhangheli Mihail și Gavril”.
- 1940 - În urma Dictatului de la Viena, Satu Mare devine oraș al Regatului Ungariei. Guvernatorul Miklós Horthy și autoritățile horthyste au intrat în oraș la data de 5 septembrie 1940. Satu Mare devine reședința Comitatului Sătmar.
- 19 mai - 1 iunie 1944 - Are loc deportarea a 18.863 evrei din Satu Mare și predarea lor autorităților naziști germani. Evreii sătmăreni au ajuns în diferite lagăre de exterminare din Germania și Polonia, unde marea majoritate au murit.
- 1945 - În urma celui de-Al Doilea Război Mondial, Satu Mare devine din nou oraș al României. După Conferința de la Yalta. În România - ca și în alte țări ale Europei Centrale, abandonate sferei de influență sovietice de către Puterile Aliate - a fost instaurat regimul comunist.
- 1945 - 1949 - Are loc deportarea șvabilor sătmăreni. Germanii din România au fost internați de autoritățile României comuniste și predați autorităților sovietice, care iau deportat în Siberia.
- 1947 - Se înființează primul teatru românesc, Teatrul „Constantin Nottara” cu actori bucureșteni, sub patronajul Asociației Române pentru Cultură, Teatru și Artă Constantin Nottara, în clădirea Teatrului Popular.
- 1948 - Sunt desființate toate instituțiile reformate și catolice. În urma legii despre naționalizarea școlilor și liceelor (3 august 1948) sunt închise la Satu Mare patru școli romano-catolice și patru școli reformate, iar clădirile acestora sunt confiscate. În clădirea Liceului Reformat se înființează singura instituție liceală cu limbă de predare maghiară, Liceul Kölcsey Ferenc (în celelalte clădiri sunt înființate școli românești, respectiv - în cazul Liceului de Artă - instituții mixte).
- 1948 - Sunt desființate ambele instituții teatrale (cea română și cea maghiară) care funcționau în clădirea teatrului.
- 1950 - Satu Mare pierde statutul de reședință de județ, fiind integrat în Regiunea Baia Mare (cu reședința la Baia Mare).
- 1956 - Sub conducerea renumitului regizor György Harag, se înființează Teatrul Maghiar de Stat din Satu Mare,
- 1960 - Satu Mare devine parte a Regiunii Maramureș (cu reședința la Baia Mare),
- 1968 - Satu Mare devine reședința Județului Satu Mare în urma reorganizării administrativ-teritoriale a României, regiunile fiind transformate în județe.
- 1968 - În incinta teatrului este înființată secția română sub conducerea artistică al lui Mihai Raicu. Instituția cu două secții primește numele de Teatrul de Nord, primul director al teatrului fiind Alajos Ács.
- mai 1970 - Au loc inundații grave care distrug o mare parte din oraș. În timpul inundațiilor (începute la 14 mai) au pierit 56 de sătmăreni.
- 1977 - Potrivit recensământului oficial comunitatea maghiară ajunge sub pragul de 50% din populația orașului.
- decembrie 1989 - Sfârșitul regimului comunist în România.
- 1992 - Primele alegeri locale libere după Revoluția Română din 1989.

## Personalități

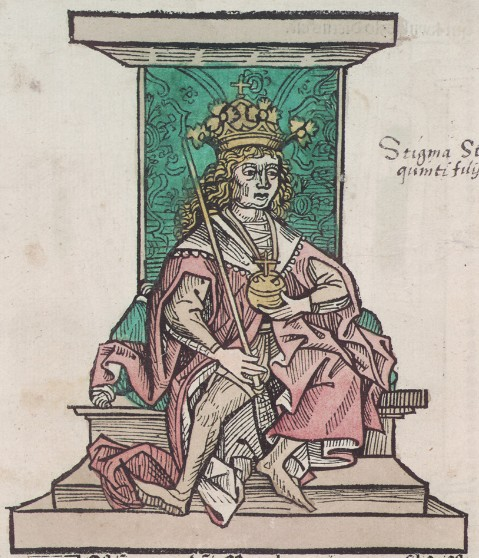
Ștefan al V-lea al Ungariei

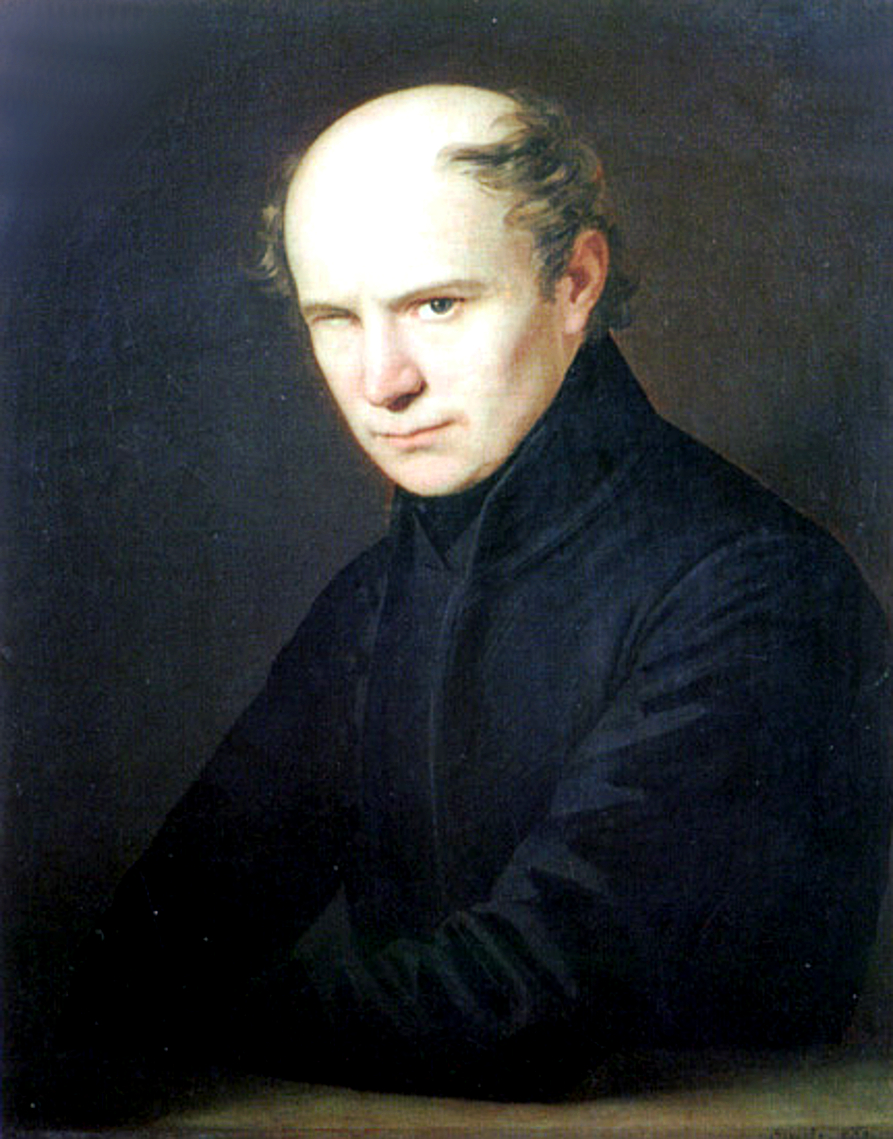
Ferenc Kölcsey

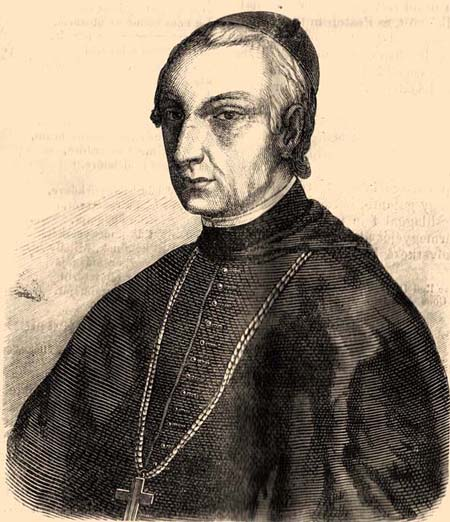
János Hám

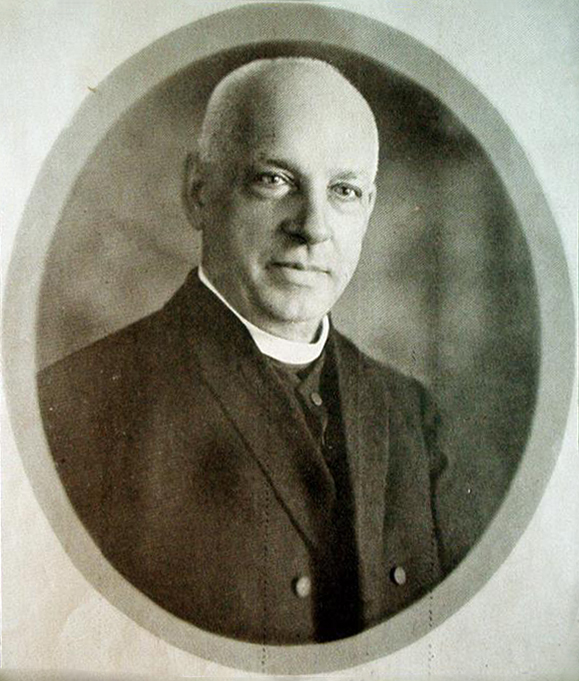
Vasile Lucaciu

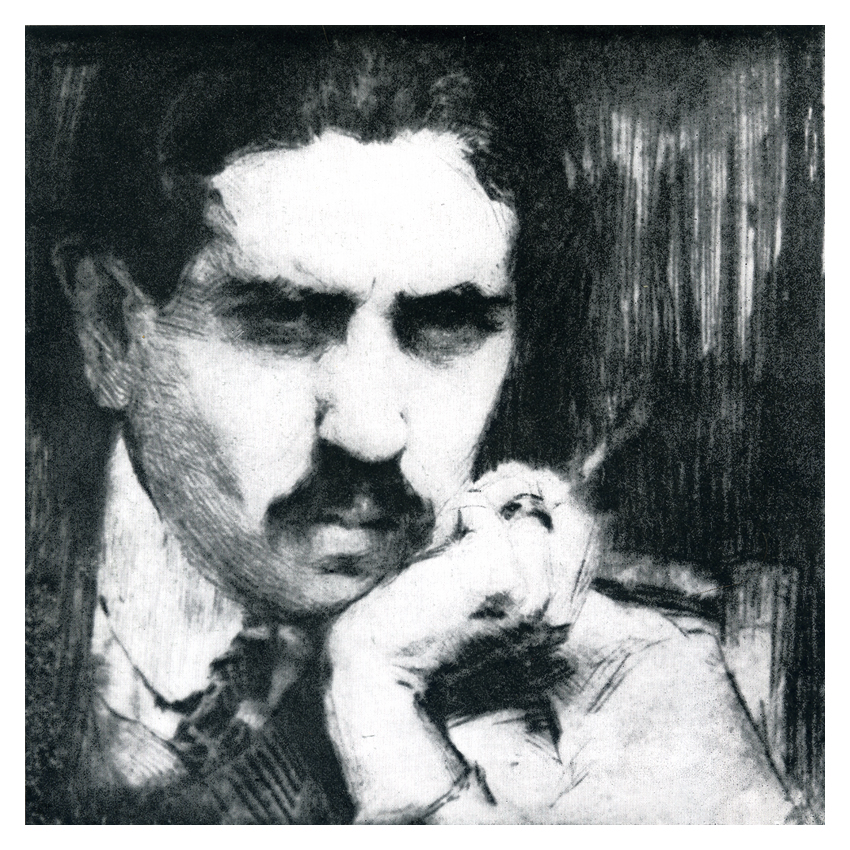
Aurel Popp

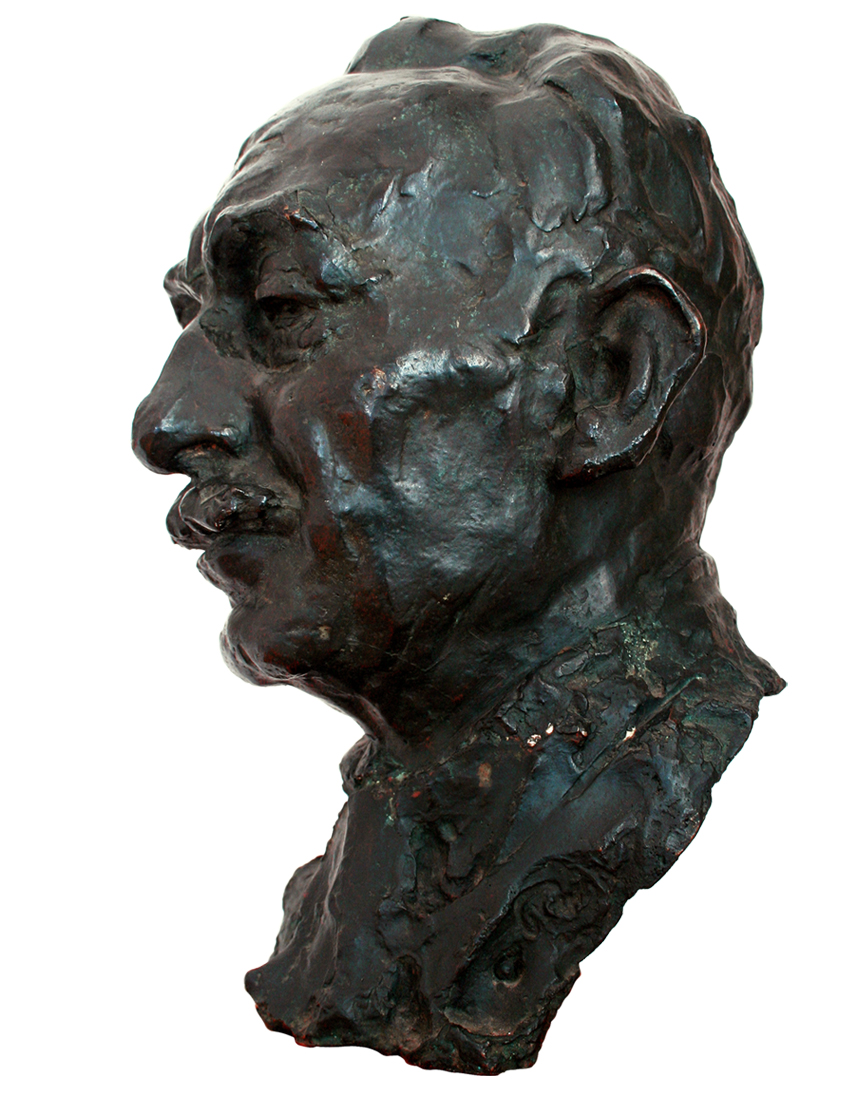
Dr. Béla Lükő

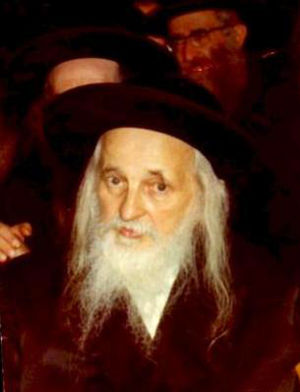
Rabin Joel Teitelbaum

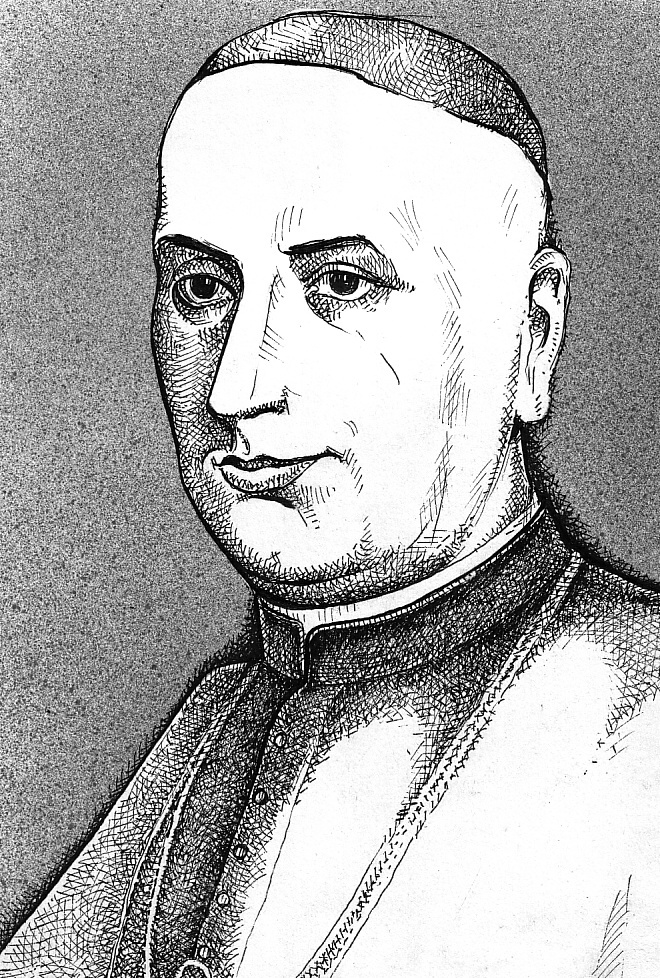
Fericitul János (Johann) Scheffler

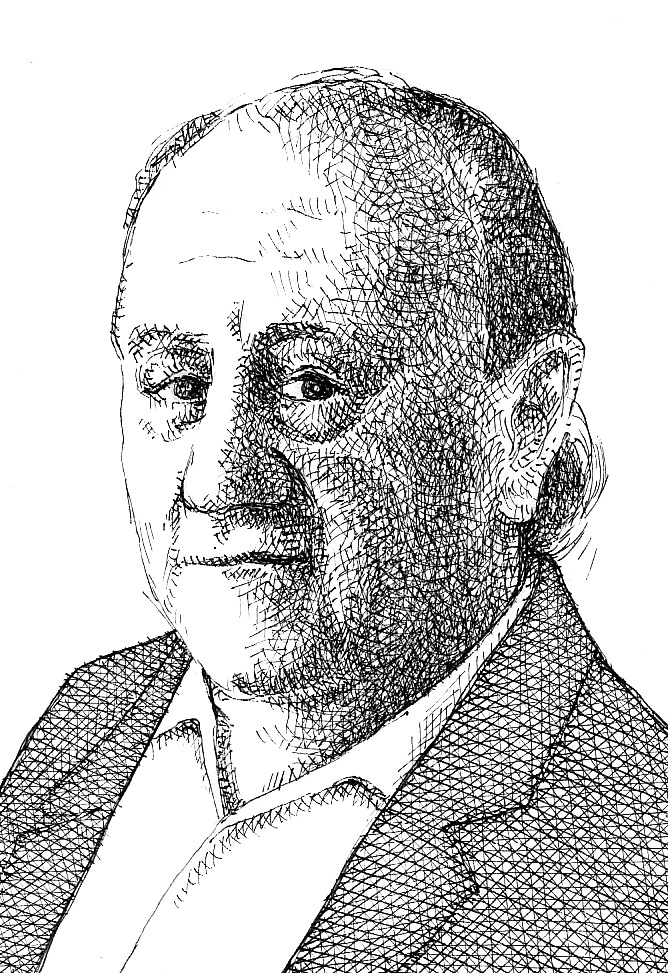
György Harag

Vezi și Lista personalităților sătmărene, Lista episcopilor romano-catolici de Satu Mare, Lista directorilor teatrului din Satu Mare.
Următoarele personalități s-au născut sau au trăit în Satu Mare:

### S-au născut în Satu Mare
- Dezső Arányi (18 august 1859, Satu Mare - 25 ianuarie 1923, Pesterzsébet) - cântăreț de operă (tenor)
- József Kürthy (1881 - 1939) - actor de film
- Béla Lükő (4 iunie 1883, Satu Mare - 2 mai 1936, Satu Mare) - chirurg de renume mondială, fondatorul Spitalului Orășenesc ("spitalul vechi"), primul spital al orașului Satu Mare
- Mór Stern (3 iulie 1883, Satu Mare - 1944, Auschwitz) - jurist și publicist maghiar de origine evreiască
- Vince Nagy (4 martie 1886, Satu Mare - 1 iunie 1965, New York) - jurist și politician liberal, deputat, între 1918 și 1919 ministrul de interne al Ungariei
- Lajos Szász (26 februarie 1888, Satu Mare - 24 august 1946, Budapesta) - politician maghiar de extrema dreaptă, ministrul de industrie al Ungariei în timpul ocupației germane
- Gyula Lengyel (8 octombrie 1888, Satu Mare - 1941, Budapesta) - economist și politician comunist comunist maghiar, ministrul finanțelor al Republicii Sovietice Ungaria
- Dezső Vadnay (2 iunie 1894, Satu Mare - 26 octombrie 1977, Budapesta) - scriitor și publicist
- Antal Bánhidy (23 decembrie 1902, Satu Mare - 18 martie 1994, Budapesta) - inginer mechanic maghiar, laureat cu premiul Széchenyi, proiectant de avioane, pilot
- László Bánhidi (11 martie 1906, Satu Mare - 22 noiembrie 1984, Budapesta) - actor
- Bertalan Kiss (4 decembrie 1906, Satu Mare - 17 februarie 1980, Satu Mare) - preot și teolog reformat, psiholog, publicist
- Jenő Dsida (17 mai 1907, Satu Mare - 7 iunie 1938, Cluj) - poet
- Gábor Darvas (18 ianuarie 1911, Satu Mare - 18 februarie 1985, Budapesta) - compozitor, istoric de muzică
- Péter Antal (17 martie 1917, Satu Mare - 4 aprilie 2002, Satu Mare) - critic literar, publicist
- András Domahidy (n. 23 februarie 1920) - scriitor maghiaro-australian
- Imre Tóth (26 decembrie 1921, Satu Mare - 12 mai 2010, Paris) - matematician, filosof, istoric al matematicii și filolog maghiar de origine evreiască
- László Bura (n. 31 martie 1932) - lingvist, etnograf, publicist
- Dr. Kiss Bertalan Laszlo (18 februarie 1942, Satu Mare - 17 septembrie 2014, Satu Mare) - cunoscut medic stomatolog, membru marcant în diverse ramuri sportive (motociclism în tinerețe, karting, călărie, ...)
- Kiss Bertalan Cristian (n. 01 noiembrie 1974, Satu Mare) - sportiv de elită, multiplu campion național la Carting (1983, 1984, 1986, 1989, 1992, 1992 open), Campionat Promo Rally (1994), Dans Sportiv pe clase (Standard 2016, Latino 2016), fiind singurul sportiv care a obținut titlul de Campion Național în 3 discipline de sport separate.
- Aurel Popp (n.22 noiembrie 1949), pictor, sculptor, grafician
- Mircea Florian (n. 5 decembrie 1949) - muzician, solist vocal, instrumentist, compozitor și artist multimedia
- Magdalena Klein (n. 14 mai 1952) - regizor și scriitor, fost prim-regizor al Teatrului Național din Tel-Aviv
- Ernest Grunfeld (n. 24 aprilie 1955) este un fost jucător NBA, directorul general al clubului de baschet Washington Wizards
- András Ferenc Kovács (n. 17 iulie 1959) - poet maghiar, laureat al premiilor Kossuth și József Attila, redactor-șef al revistei literare Látó, fost director al Trupei Tompa Miklós al Teatrului Național din Târgu Mureș
- Zsolt Láng (n. 1969), scriitor maghiar, laureat al premiilor Márai Sándor și József Attila, redactor al revistei literare Látó
- Daniel Prodan (n. 1972), fotbalist, membru al echipei care a participat la Cupa Mondială din 1994
- Corina Bud (n. 26 ianuarie 1980) - cântăreață pop/dance/R&B româncă
- Simona Pop (n. 1988), scrimeră, campioană olimpică pe echipe la Rio de Janeiro 2016;
- Claudia Cuic (n. 1989), baschetbalistă;
- Ioana Boitor (n. 1989), locul secund în cadrul competiției Miss World 2006;
- Ecaterina Stahl-Iencic (1946 - 2009), scrimeră medaliată la Olimpiadele din 1968 și 1972;
- Victor Opriș (1954 - 2017), evanghelist și pastor penticostal român;
- Corneliu Chișu (n. 1949), om politic canadian;
- Lavinia Goste (n. 1984), interpretă de muzică populară.

### Au trăit în Satu Mare
Vezi și Lista episcopilor de Satu Mare.
- Aici a avut reședința sa regală Ștefan al V-lea al Ungariei între 1247 și 1270
- Aici a predat la școală Péter Ilosvai Selymes (secolul al XVI-lea) - poet maghiar
- János Hám (5 ianuarie 1781, Gyöngyös - 30 decembrie 1857, Satu Mare)- cel mai mare episcop romano-catolic al Sătmarului (între 1827 și 1848, respectiv între 1849 și 1857) și arhiepiscop de Strigoniu (în 1848), fondatorul ordinului de călugărițe Congregatio Surorum Caritas de Szatmár. În timpul episcopiei sale s-a construit Catedrala romano-catolică din Satu Mare, precum și palatul episcopal. De la el provine numele Grupului Școlar Teologic Romano Catolic Hám János.
- Aici a păstorit în 1829 la Biserica reformată cu lanțuri Ferenc Kölcsey (8 august 1790, Săuca – 24 august 1838, Szatmárcseke), poet, critic literar și politician maghiar, autorul poeziei Imn Din furtunoasele secole ale poporului maghiar, care din 1844 este imnul național al Ungariei. De la el provine numele Liceului Kölcsey.
- Petru Bran (1821-1877), născut în comuna Tohat (fostă în Sălaj, actualmente în Maramureș).Cu studii teologice la Blaj, a fost instalat paroh-protopop de Satu Mare în data de 7 august 1857. De aici înainte a introdus în biserică predica și liturghia în limba română. A militat pentru înființarea unei catedre de limba română la Liceul din Satu Mare și a reușit începând cu anul 1959 să devină primul profesor de limba română la această instituție de învățământ.[21]
- Cosma Andrei născut la 20 aprilie 1843 în localitatea Poiana Codrului, renumit avocat și susținator al revendicărilor naționale din ținutul Sătmarului, semnatar al Memorandumului.
- Dr. Vasile Lucaciu (21 ianuarie 1852, Apa, Comitatul Sătmar - 29 noiembrie 1922, Satu Mare), membru al Consiliului Dirigent.
- Aici a trăit si a creat Aurel Popp (30 august 1879, Căuaș - 08 august 1960, Satu Mare) - pictor, sculptor și grafician, unul din cei mai importanți artiști români
- Aici a frecventat cursurile școlare Margit Kaffka (n. 1 iunie 1880, Carei - d. 1 decembrie 1918, Budapesta) - scriitoare maghiară
- Rebbe Joel Teitelbaum (13 ianuarie 1887, Sighetu Marmației – 19 august 1979, Kiryas Joel, Statele Unite ale Americii) - rabin, talmudist, între 1934 și 1944 a fost prim-rabinul ortodox al Sătmarului, fondatorul curentului ultraortodox Satmar Hasidism (sau Satmarer Hasidism), care în prezent are în jur de 100.000 de credincioși în Statele Unite și Israel, majoritatea lor de origine sătmăreană. El a fost primul Satmarer Rebbe și întemeietorul orașului Kiryas Joel (Orașul lui Joel) din Statul New York.
- György Harag (4 iunie 1925, Marghita – 7 iulie 1985, Târgu Mureș) - regizor de teatru maghiar de origine evreiască, fondatorul Trupei Harag György (1953, Baia Mare) și a Teatrului de Nord (în 1956, sub denumirea de Teatrul Maghiar de Stat din Satu Mare)
- Fericitul Dr. János Scheffler (n. 29 octombrie 1887, Calmand, comitatul Sătmar - d. 6 decembrie 1952, Jilava) a fost episcop romano-catolic maghiar de origine șvabă de Satu Mare, deținut politic, martir, beatificat în Biserica Romano-Catolică la data de 3 iulie 2011
- Celebrele actrițe Mari Jászai și Sári Fedák au jucat în teatrul local.
- Aici a trăit și a creat graficianul Paul Erdõs (1916-1987), Laureat al Premiului de stat (1962) și Maestru emerit al artei (1963) unul dintre reprezentanții de seamă ai graficii românești.
- În Liceul Teologic Reformat a frecventat cursurile școlare Géza Páskándi (18 mai 1933, Viile Satu Mare - 19 mai 1995, Budapesta), poet, prozator, dramaturg și eseist maghiar, membrul Academiei Maghiare de Artă

### Alte personalități legate de Satu Mare
- Moshe Teitelbaum (n. 1 noiembrie 1914, Újfehértó, Ungaria - d. 24 aprilie 2006, Manhattan, New York) - rabin și teolog mozaic, membru al dinastiei Teitlbaum (numit azi și dinastia Satmar), conducătorul mondial al hasidismului sătmărean ca mare rabin de Sătmar (satmarer rebbe) între 1979 și 2006.
- Aaron Teitelbaum (n. 20 octombrie, Brooklyn, New York) unul dintre cei doi urmași a marelui rabin Moshe Teitelbaum, marele rabin al Sătmarului (satmarer rebbe) cu reședința la Kiryas Joel.
- Zalman Teitelbaum (n. 23 decembrie 1951, Brooklyn, New York) unul dintre cei doi urmași a marelui rabin Moshe Teitelbaum, marele rabin al Sătmarului (satmarer rebbe) cu reședința la Williamsburg, Brooklyn, New York
- Ignacia Hrinová - stareța generală a Surorilor de Caritate Sătmărene (Congregatio Surorum Caritas de Szatmár) cu sediul la Ružomberok

## Orașe înfrățite
Municipiul Satu Mare duce o politică de stabilire de contacte la nivel european. În acest scop, au fost stabilite parteneriate cu următoarele orașe: 
- Nyíregyháza, Ungaria
- Wolfenbüttel, Germania
- Schwaz, Austria
- Rzeszów, Polonia
- Bereg, Ucraina
- Ujhorod, Ucraina
- Udine, Italia

Cu orașul neerlandez Zutphen înfrățirea este anulată din anul 2018.

## Mass Media

### Ziare
- Satu Mare News
- Sportul Sătmărean
- PortalSM
- Gazeta de Nord Vest
- Informatia Zilei
- Satmareanul

Instituții
- Pagina oficială a primăriei Satu-Mare
- Colegiul Național Mihai Eminescu Satu Mare
- Teatrul de Nord, secția română
- Teatrul de Nord, secția maghiară (Trupa Harag György)
- Filarmonica Dinu Lipatti
- Centrul Cultural G.M. Zamfirescu

Istorie
- FOTO Carierul 14 Mai este denumit după ziua celei mai mari catastrofe năvălite asupra municipiului Satu Mare, 23 mai 2013, Cristina Cicău, Adevărul

Hărți
- Hartă istorică a orașului și cetății Satu Mare din sec. 18. Krigsarkivet, Stockholm
- Harta interactivă Satu-Mare